# Corea del Norte
La República Popular Democrática de Corea (RPDC, en coreano: 조선민주주의인민공화국 Chosŏn Minjujuŭi Inmin Konghwagukⓘ), comúnmente Corea del Norte, es un Estado soberano de Asia Oriental, situado en la parte norte de la península de Corea. Limita al norte con China, al noreste con Rusia y al sur con Corea del Sur, con la que formó un solo país hasta el año 1945. Su capital es la ciudad de Pionyang.
Su territorio comprende la mitad norte de la península de Corea. Limita al norte con China, al noreste con Rusia, al este con el mar del Japón, al sur con Corea del Sur y al oeste con el mar Amarillo y la bahía de Corea.
La península de Corea fue gobernada por el Imperio coreano hasta que fue conquistada y colonizada por el Imperio japonés después de la guerra ruso-japonesa de 1905. En 1945 ―justo después de la Segunda Guerra Mundial― la península de Corea fue dividida en dos zonas: el norte, ocupado por la Unión Soviética, de ideología comunista; y el sur, ocupado por los Estados Unidos, de ideología capitalista. En 1948, Corea del Norte rechazó participar en las elecciones celebradas al amparo de las Naciones Unidas, creándose finalmente dos gobiernos independientes en cada una de las zonas ocupadas. Ambos Estados reclamaban la península entera como territorio propio, lo que los llevaría a la guerra de Corea en 1950 tras la invasión a Corea del Sur, que finalizó con la firma de un armisticio en 1953; oficialmente, los dos países siguen en guerra, ya que todavía no se ha firmado un tratado de paz.
La República Popular Democrática de Corea se define constitucionalmente como un Estado socialista autosuficiente y tiene formalmente elecciones cada cinco años. Organizaciones de derechos humanos y gobiernos extranjeros en general han calificado al gobierno norcoreano como una dictadura totalitaria.
El Juche, una ideología de autosuficiencia nacional, se introdujo en la Constitución como una "aplicación creativa del marxismo-leninismo" en 1972. Los medios de producción son propiedad del Estado a través de empresas estatales y granjas colectivizadas. La mayoría de los servicios como la sanidad, la educación, la vivienda y la producción de alimentos están subvencionados o financiados por el Estado norcoreano.
De 1995 a 1998, Corea del Norte sufrió una hambruna que resultó en la muerte de 220.000 personas de manera oficial —aunque, según algunas organizaciones humanitarias, el número fue de entre 600.000 y 3 millones de personas—. Corea del Norte sigue enfrentando largos periodos de sequía que amenazan su seguridad alimentaria. Corea del Norte sigue la política songun, o "militar-primero". Es el país con el mayor número de personal militar y paramilitar, con un total de 9.495.000 activos, reservas, y paramilitares. Su ejército en servicio activo de 1.210.000 soldados es el cuarto más grande en el mundo, después de China, los Estados Unidos y la India. A partir del gobierno de Kim Jong-il, el país ha acelerado su programa nuclear y es conocido mundialmente por sus prolíficos y continuos ensayos nucleares.
Corea del Norte es oficialmente un estado laico, en el que existen 4 religiones reconocidas y con sus respectivas iglesias donde se ejercen, las cuales son el budismo, el cheondoísmo y el cristianismo, a pesar de ello la mayoría de asociaciones religiosas y gobiernos (no aliados de dicho país) reconocen a Corea del Norte como una ateocracia. Es miembro de la Organización de las Naciones Unidas desde 1991, así como del Movimiento de Países No Alineados y del G77.
Una investigación de la ONU de 2014 sobre los abusos a los derechos humanos en Corea del Norte concluyó que "la gravedad, la escala y la naturaleza de estas violaciones revelan un estado que no tiene ningún parecido en el mundo contemporáneo", y Amnistía Internacional y Human Rights Watch mantienen puntos de vista similares. El gobierno de Corea del Norte niega estos abusos.

## Toponimia
El nombre Corea deriva del nombre Goryeo (también escrito Koryŏ). El nombre Goryeo en sí fue utilizado por primera vez por el antiguo reino de Goguryeo (Koguryŏ), que fue una de las grandes potencias del este de Asia durante su época, gobernando la mayor parte de la península de Corea, Manchuria, partes del Lejano Oriente ruso y partes de Mongolia Interior, bajo Gwanggaeto el Grande. El reino del siglo X de Goryeo sucedió a Goguryeo, y así heredó su nombre, que fue pronunciado por los comerciantes persas visitantes como "Corea". La ortografía moderna de Corea apareció por primera vez a finales del siglo XVII en los escritos de viajes de Hendrick Hamel, de la Compañía Neerlandesa de las Indias Orientales.
Después de la división del país en Corea del Norte y Corea del Sur, las dos partes utilizaron términos diferentes para referirse a Corea: Chosun o Joseon (조선) en Corea del Norte y Hanguk (한국) en Corea del Sur. En 1948, Corea del Norte adoptó la República Popular Democrática de Corea (en coreano: 조선민주주의인민공화국, Chosŏn Minjujuŭi Inmin Konghwaguk) como su nuevo nombre legal. En el resto del mundo, debido a que el gobierno controla la parte norte de la península de Corea, comúnmente se le llama Corea del Norte para distinguirla de Corea del Sur, que se llama oficialmente República de Corea en español. Ambos gobiernos se consideran el gobierno legítimo de toda Corea. Por esta razón, la gente no se considera a sí misma como 'norcoreanos' sino como coreanos en el mismo país dividido que sus compatriotas en el sur y se desalienta a los visitantes extranjeros a usar el término anterior. La forma corta del nombre es Chosŏn (조선, 朝鮮, también escrito "Joseon") que sirve también para referirse a toda Corea. Los surcoreanos usan Buk'han (북한, «Han Norte»).

## Historia
La ocupación militar japonesa de Corea terminó con el fin de la Segunda Guerra Mundial y la rendición de Japón, anunciada el 15 de agosto de 1945. El 8 de agosto, la Unión Soviética rompió el pacto de no agresión que había firmado con Japón en abril de 1941 y, cumpliendo el acuerdo de la conferencia de Yalta de febrero de 1945, en el que se comprometía a intervenir en la guerra contra Japón, procedió a la ocupación de Manchuria, Corea, y las islas de Sajalín y Kuriles. El 10 de agosto de 1945, el Gobierno estadounidense, que en ese momento no disponía de tropas desplegadas en la península, ordenó que se delimitasen dos zonas de ocupación y eligió arbitrariamente una demarcación a lo largo del paralelo 38, que fue aceptada de inmediato por los soviéticos.
Después de tres años en los que fracasaron varios proyectos de unificación, el 15 de agosto de 1948 los estadounidenses crearon la República de Corea en el sur, presidida por Syngman Rhee, un veterano político exiliado en Hawái y opositor a la ocupación japonesa de Corea. En respuesta, los soviéticos reconocieron el 9 de septiembre la República Popular Democrática de Corea, con un Gobierno encabezado por Kim Il-sung, que había luchado desde 1932 contra los japoneses, quienes lo consideraban uno de los líderes guerrilleros coreanos más populares y peligrosos.
El Gobierno del norte adoptó una forma autocrática y el del sur inició la represión de la guerrilla procomunista y de otros movimientos de izquierda, pero ambos regímenes, una vez retiradas las fuerzas ocupantes, aspiraban por igual a unificar el país bajo su mando. Se sucedieron las provocaciones fronterizas y tanto Rhee como Kim Il-sung solicitaron apoyo para una invasión, pero tanto estadounidenses como soviéticos se negaron a concederlo en primera instancia, aunque finalmente Stalin le prestó al líder norcoreano un respaldo limitado y condicionado a la aceptación de Mao. Mao reaccionó con prudencia y le pidió a Stalin confirmación de la versión de Kim, mientras que este ordenó que se excluyera a los chinos de cualquier planificación militar, lo que incluía ocultarles la propia fecha del ataque.
La guerra estalló finalmente cuando, en la madrugada del 25 de junio de 1950, el ejército norcoreano atravesó la frontera del paralelo 38 y llegó en solo tres días a las puertas de Seúl. Los estadounidenses consiguieron, gracias a que la Unión Soviética no ejerció su derecho de veto, que se aprobara el 27 de junio una resolución del Consejo de Seguridad de las Naciones Unidas en apoyo a la intervención militar internacional, aunque no pudieron evitar el avance de los norcoreanos, que a finales de agosto dominaban casi la totalidad de la península. Sin embargo, después del desembarco de Incheon el 15 de septiembre, tras las líneas del cansado ejército del norte, los estadounidenses avanzaron rápidamente y tomaron Seúl el día 26 y Pionyang el 19 de octubre, el mismo día que Mao decidió intervenir directamente. El «Ejército de Voluntarios del Pueblo Chino», dirigido por Peng Dehuai, infligió inicialmente graves derrotas a los estadounidenses —hasta el punto de que MacArthur llegó a proponer la utilización de armas nucleares— y volvió a ocupar Seúl el 4 de enero de 1951. Un mes después los estadounidenses contraatacaron, lograron recuperar Seúl y avanzaron hacia el paralelo 38, en torno al cual construyeron una línea fortificada de defensa. La guerra entró entonces en una fase de estancamiento, aunque prosiguieron los bombardeos intensivos sobre Corea del Norte, hasta que el 27 de julio de 1953 se firmó en Panmunjom un armisticio que restauró la frontera del paralelo 38 anterior a la guerra, si bien no concluyó en un tratado de paz definitivo.

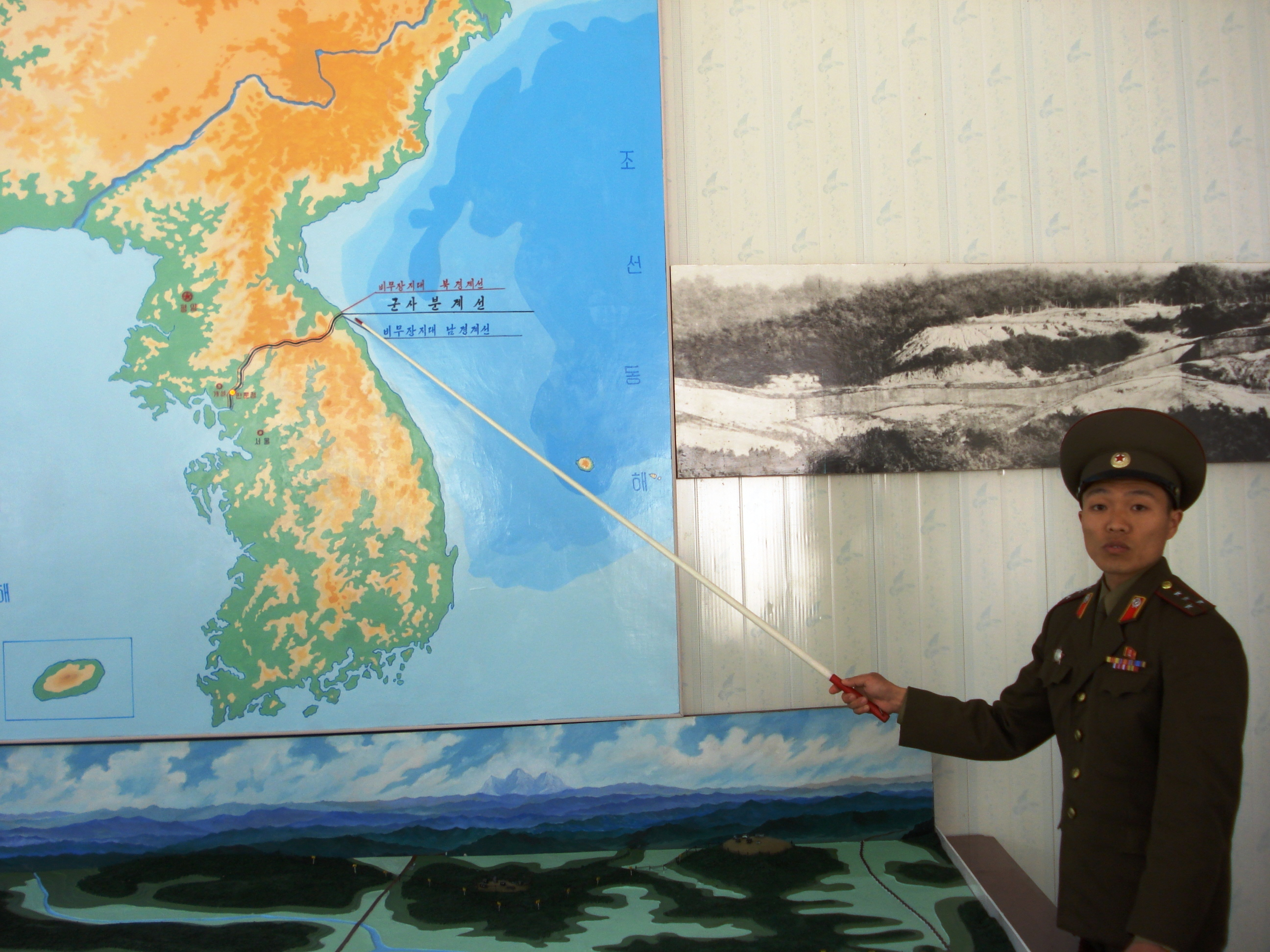
Un soldado del Ejército Popular de Corea señala en un mapa la Zona desmilitarizada de Corea.

Corea del Norte fue dirigida por Kim Il-sung desde 1948 hasta su muerte, el 8 de julio de 1994. El 8 de octubre de 1997, su hijo Kim Jong-il fue elegido por la Asamblea Suprema del Pueblo como secretario general del Partido del Trabajo y en 1998 como presidente de la Comisión Nacional de Defensa. Tras una reforma de la Constitución, elaborada en 1972, su cargo fue declarado como «el más alto del Estado» dejando vacante el de presidente en recuerdo a la memoria de Kim Il-sung. Su título póstumo es el de "Presidente eterno de la República", reconocido en el preámbulo de la Constitución.
Durante el mandato de Kim Jong-il, a finales de la década de 1990, la economía del país empeoró considerablemente y la escasez de comida se hizo evidente en numerosas áreas debido a severas lluvias e inundaciones que azotaron el territorio norcoreano. Cifras oficiales proporcionadas por el «Comité para la Rehabilitación de los Damnificados de Corea del Norte», estimaron el número de fallecimientos en 220.000 debido a la hambruna que padeció el país entre 1995 y 1998; sin embargo, según algunas organizaciones humanitarias, un desconocido pero gran número de personas -algunas cifran el número en torno a los tres millones; The Economist calculó que entre 600.000 y 1.000.000- murieron como consecuencia de esta, intensificada por un colapso en el sistema de distribución de comida. Numerosos norcoreanos entraron ilegalmente en China en busca de alimentos.
Durante la presidencia de Bill Clinton, las relaciones entre Corea del Norte y Estados Unidos mejoraron, e incluso hubo una cumbre histórica entre Seúl y Pionyang en junio de 2000. Sin embargo, en 2008, el entonces presidente estadounidense George W. Bush cambió sus políticas frente a Corea del Norte, pidiendo el desarme y suspensión de su programa de armas nucleares; por su parte Pionyang pidió a cambio que su nación fuera eliminada de la lista negra del terrorismo y que Estados Unidos le suministrase derivados del petróleo y tecnologías para su autosuficiencia energética. A pesar de las tensas relaciones diplomáticas entre ambos países y la prácticamente nula comunicación oficial entre ellos, se producen de vez en cuando contactos extraoficiales como visitas de estudiantes estadounidenses a Corea del Norte.
Corea del Norte es uno de los sitios más aislados del mundo, con severas restricciones en la entrada o salida de personas del país. La prensa y las organizaciones de masas están controladas por el Estado, y se rigen bajo los principios de la ideología Juche, una interpretación coreana del socialismo.
El 17 de diciembre de 2011, Kim Jong-il falleció mientras realizaba un viaje en tren. Su hijo, el joven Kim Jong-un, quien fue designado heredero del Gobierno el 28 de septiembre de 2010, asumió las tareas de jefe del Estado.
El 8 de marzo de 2013, debido a las sanciones impuestas por la ONU por las pruebas nucleares realizadas en 2012, así como por considerar una amenaza las maniobras de entrenamiento militares en conjunto entre Estados Unidos y su vecino del sur, Corea del Norte anunció el fin del acuerdo de no agresión con Corea del Sur, dando lugar a una escalada de tensión que se desarrolló durante la primera mitad de 2013. El 29 de marzo de 2013, Corea del Norte declaró estado de guerra a Corea del Sur.

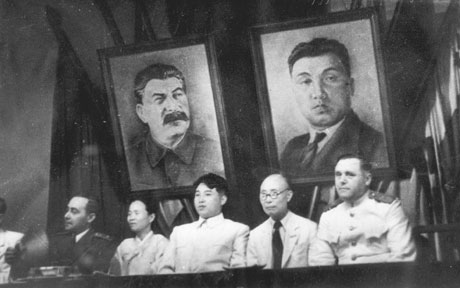
Kim Il-sung en una reunión del Partido de los Trabajadores de Corea en Pionyang, 1946.

El 6 de enero de 2016, haciendo caso omiso a las sanciones impuestas por la ONU, realizó la detonación subterránea de la primera Bomba de Hidrógeno, desarrollada por este país, por lo tanto este revuelo provoca tensiones entre China, uno de sus principales aliados, y Japón, Estados Unidos y Corea del Sur, que convocaron de urgencia una reunión para tratar el asunto como Emergencia Internacional por tratarse, según ellos, de provocaciones del gobierno norcoreano. El 4 de julio de 2017, Corea del Norte llevó a cabo con éxito su primera prueba de un misil balístico intercontinental (ICBM), denominado Hwasong-14.
El 27 de abril de 2018, se realizó la cumbre intercoreana entre el presidente surcoreano Moon Jae-in y el líder norcoreano Kim Jong-un.

## Geografía

Fotografía diurna hecha por satélite de la península de Corea.

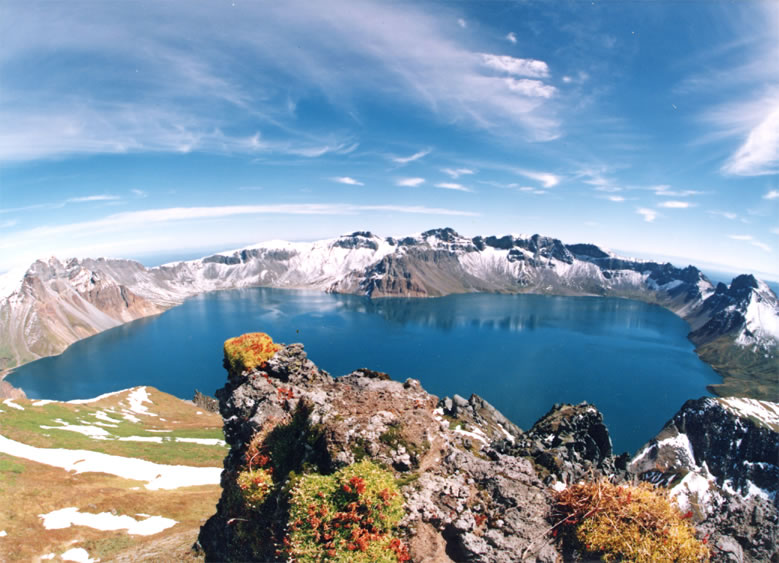
Monte Paektu, el punto más alto de Corea del Norte, ubicado en la frontera con China.

Corea del Norte se encuentra en la mitad norte, a partir del paralelo 38, de la península de Corea. Está bordeada por dos mares, al oeste por el mar Amarillo y la bahía de Corea, y al este por el mar del Japón. Su terreno presenta numerosas serranías y montañas, separadas por profundos y estrechos valles. En la costa occidental predominan las llanuras. El punto más alto del país es el pico del monte Paektu, a 2744 m s. n. m.. Entre los ríos más importantes del país se encuentran el Tumen y el Yalu, que forman la frontera natural con la República Popular China.
El clima local es templado, siendo la época con más precipitaciones el verano, durante una estación de lluvias denominada jangma. Los inviernos suelen ser muy fríos e intensos.
La ciudad más grande de Corea del Norte es su capital, Pionyang o Pyongyang (en inglés). Otras ciudades a destacar son Kaesong en el sur, Sinuiju en el noroeste, Wŏnsan y Hamhung en el este, y Ch'ŏngjin en el noreste.
El territorio de Corea del Norte es considerablemente montañoso, con cordilleras cubiertas por bosques al este, sobre el litoral del mar del Japón.

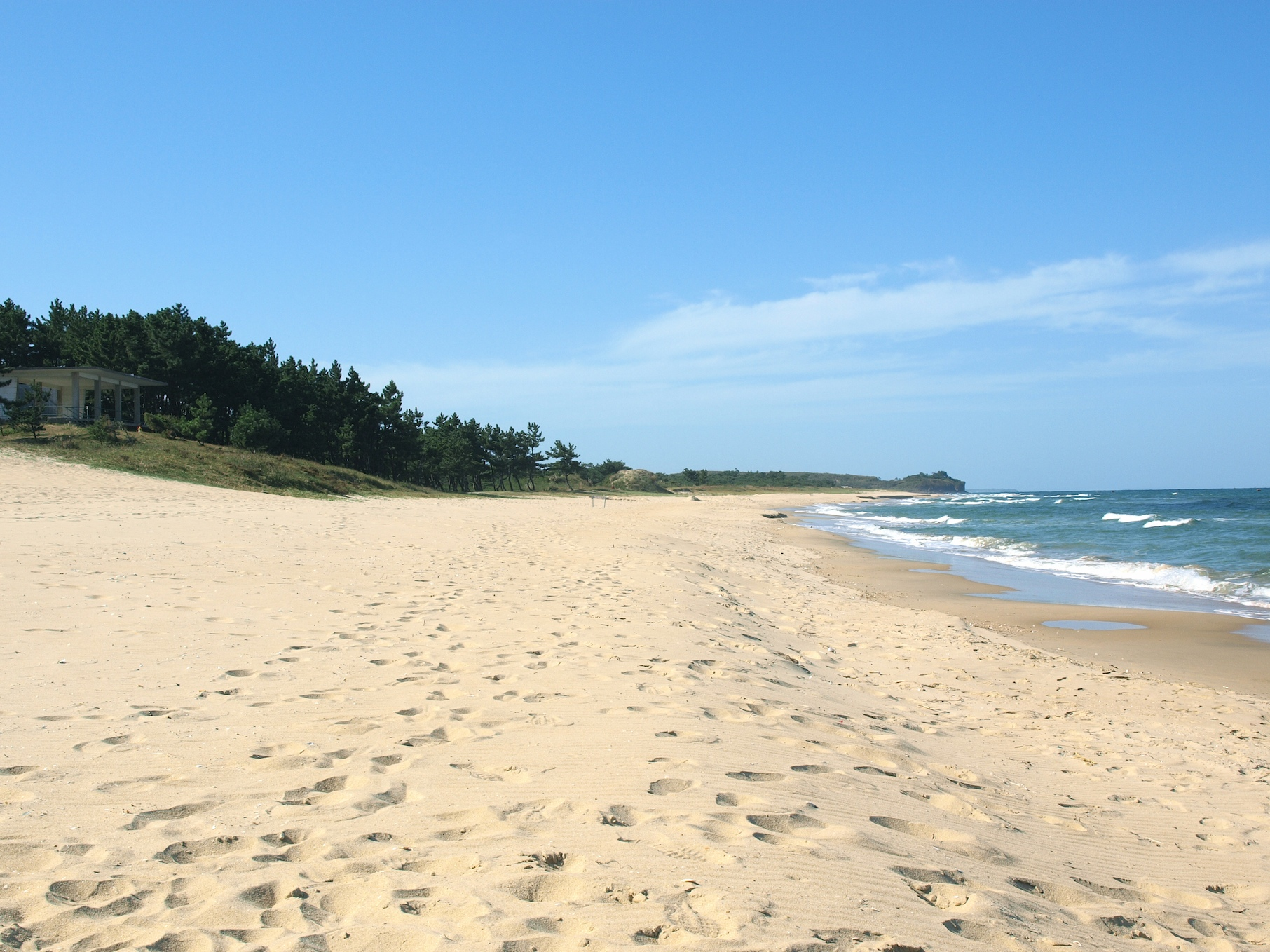
Playa en Corea del Norte

### Clima
Corea del Norte experimenta una combinación de clima continental y un clima oceánico, pero la mayoría del país experimenta un clima continental húmedo dentro del esquema de clasificación climática de Köppen. Los inviernos traen un clima despejado intercalado con tormentas de nieve como resultado de los vientos del norte y noroeste que soplan desde Siberia. El verano tiende a ser el más cálido, el más húmedo y el más lluvioso del año debido a los vientos del monzón del sur y sureste que transportan el aire húmedo del Océano Pacífico. Aproximadamente el 60% de toda la precipitación ocurre de junio a septiembre. La primavera y el otoño son temporadas de transición entre el verano y el invierno. El promedio diario de altas y bajas temperaturas para Pionyang es de -3 y -13 °C (27 y 9 °F) en enero y de 29 y 20 °C (84 y 68 °F) en agosto.

### Geología

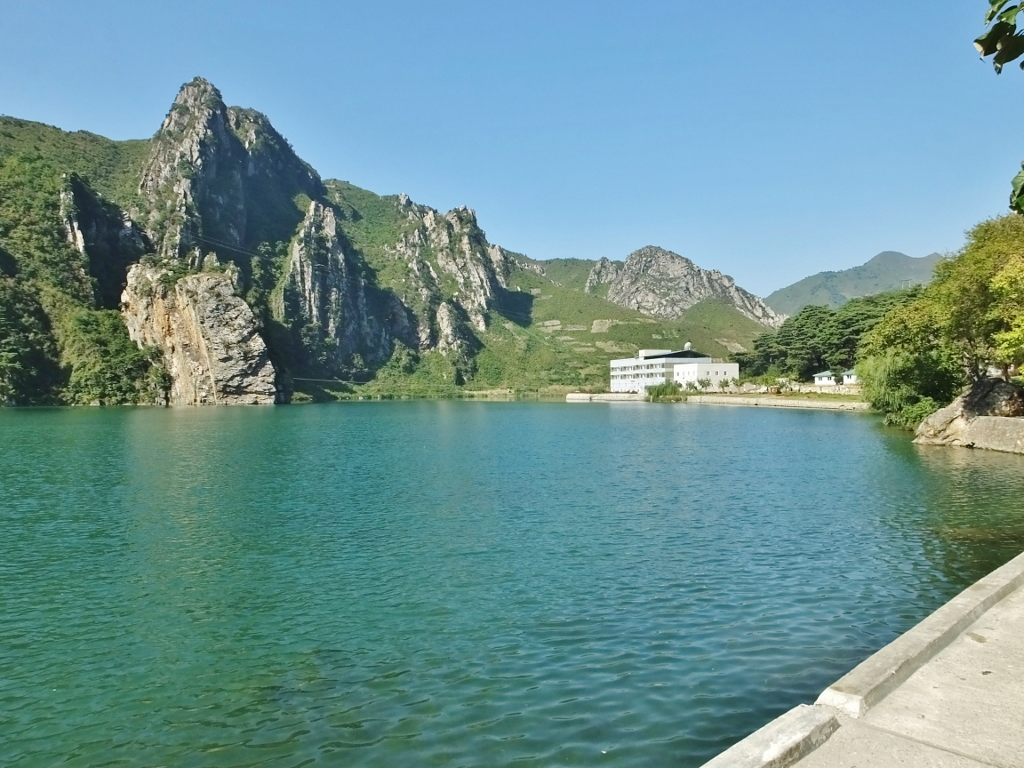
Montañas a un lado del Lago Sinpyong

La geología de Corea del Norte ha sido estudiada por el Servicio Geológico Central de Recursos Minerales, raras investigaciones internacionales, y por inferencia de la geología de Corea del Sur.
Algunos trabajos internacionales de datación realizados en torno a 1973 indicaron que la mayor parte de las rocas del subsuelo de Corea del Norte datan del Proterozoico o del Arcaico anterior. Las muestras de gneis de la provincia de Kyangsong Norte indicaban edades de hace 2.120 millones de años y, en 1985, se propusieron el Supergrupo Metamórfico Sangni y la Revolución Sangni como nombres para la formación de gneis-esquisto y gneis. Estas agrupaciones se han utilizado para dar sentido al gneis granítico de Punchon, de 2.100 millones de años de antigüedad, al Grupo Wonnan y al Grupo P'yonghae.
El supergrupo metamórfico de Machyollong está especialmente extendido en el noreste, superpuesto a rocas del basamento más antiguas cerca del río Yalu. El supergrupo tiene un grosor de hasta 10 kilómetros y contiene mármol con magnesita, esquisto de mica y cuarcita (las unidades de cuarcita aumentan de grosor hacia el oeste). El borde occidental de la zona de Machyollong se conoce como Cinturón Móvil de Iwon y contiene rocas ígneas extrusivas e intrusivas.

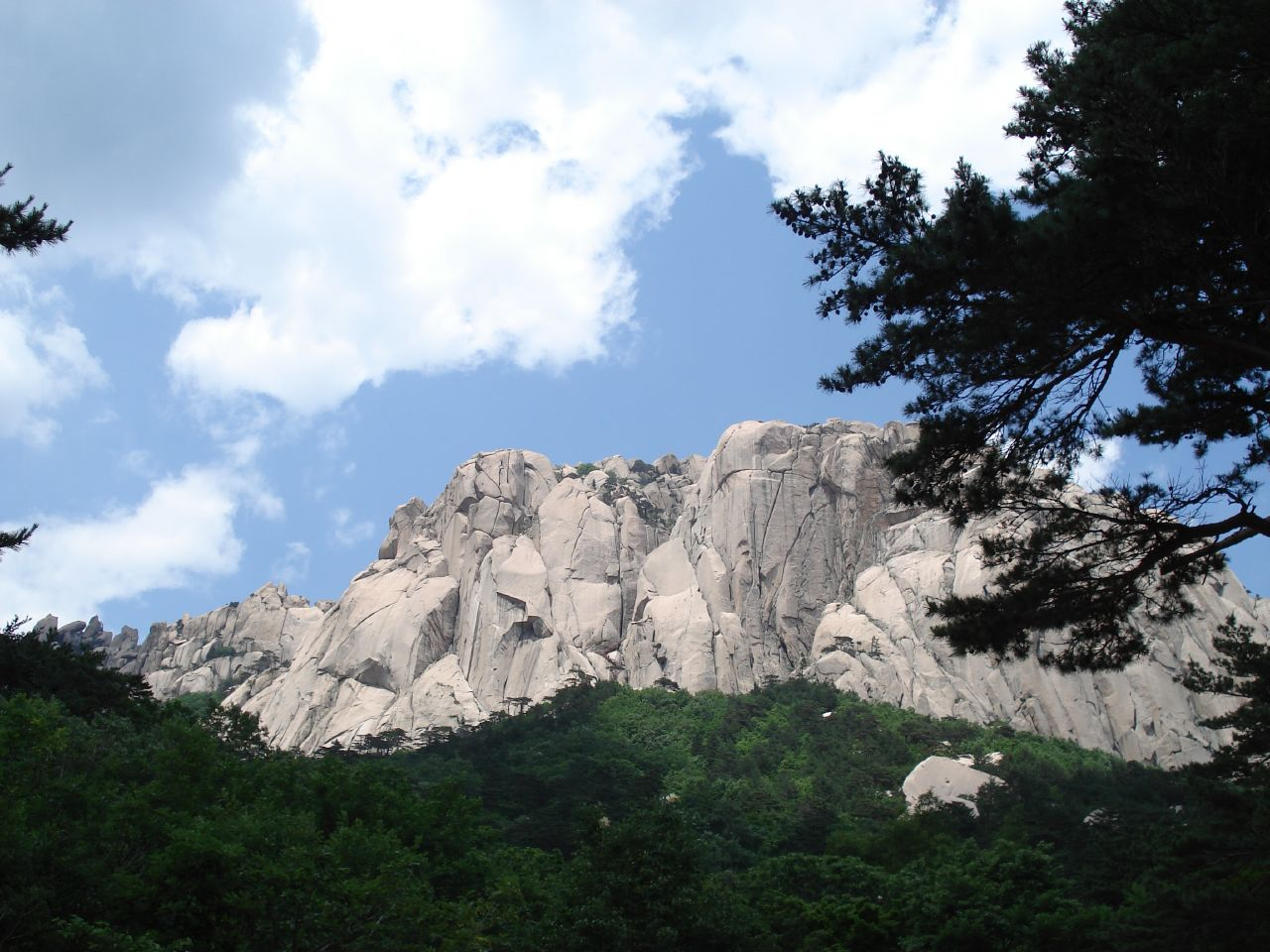
Monte Seorak, Corea del Norte

El sintema Sangwon de finales del Proterozoico está muy extendido en la cuenca de Pyongnam y en otras cuencas más pequeñas de Corea del Norte y experimentó deformación durante las orogenias del Mesozoico.
La Serie Miru del Ordovícico Tardío fue identificada a partir de 1971 como Serie Koksan y posteriormente rebautizada a partir de 1975. La caliza y limolita de 170 metros de espesor centrada alrededor de la cuenca de P'yongnam presenta abundantes fósiles de crinoideos, corales y gasterópodos. Los investigadores de paleogeografía han sugerido que los corales se formaron en el mar de Miru, una rama del mar de Yangtsé Meridional. El descubrimiento de fósiles del Ordovícico supuso la revisión de la anterior serie Koksan, que era más joven y abarcaba pizarras, calizas y limolitas del Silúrico en la zona de Singye-Koksan de hasta 280 metros de espesor. Incluye fósiles de trilobites y Rugosa.
Durante años, los geólogos de la península coreana estuvieron desconcertados por los fósiles del Paleozoico temprano hallados en el Taedong Synthem del Mesozoico temprano (guijarros calizos del conglomerado Kyomipo). Sin embargo, en 1991, Kang y Pak dedujeron un origen en la Serie Koksan. Los fósiles marinos también están muy extendidos en el Grupo Imjin, reconocido por primera vez en 1962 en la zona de Kaesong-Kumchon-Cholwon. 

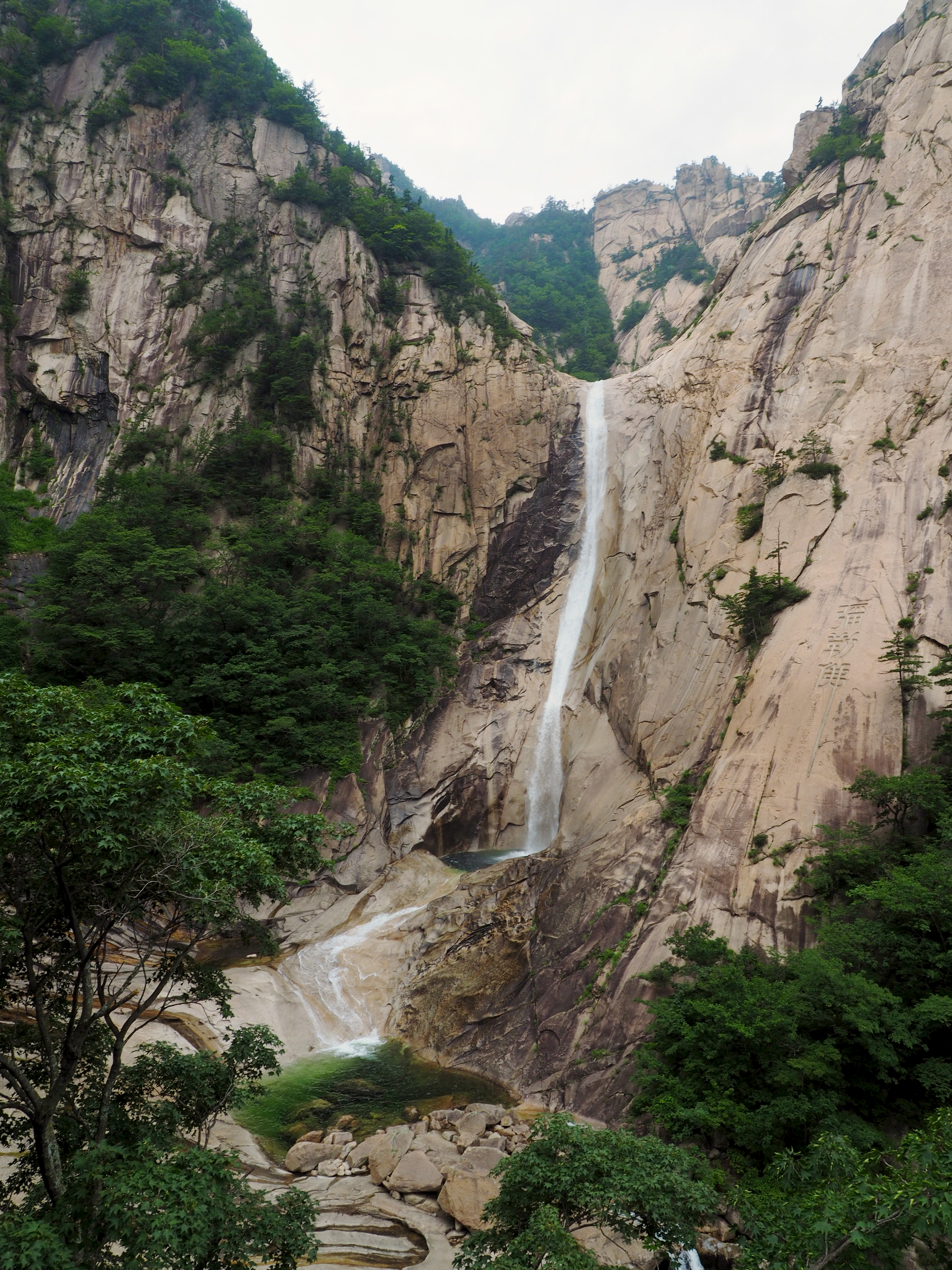
La Cascada Kuryong

Esta unidad de tres kilómetros de espesor se subdivide en las series Anhyop, Puapsan y Saknyong y se extiende por todo el cinturón plegado de Imjinang, en el centro de Corea del Norte. La serie Anhyop representa un kilómetro de esquisto, caliza, filita y arenisca. La Serie Puapsan, de 1,1 kilómetros, y la Serie Saknyong, de un kilómetro, son muy similares, aunque la Saknyong también contiene limolita y rocas volcánicas. Los geólogos norcoreanos han identificado el Grupo Imjin como una cuenca de rift continental, correlacionada con rocas similares de la península de Shandong, al otro lado del Mar Amarillo, en China. Muchas de las rocas han experimentado un metamorfismo de bajo grado y las secuencias volcánicas son comparativamente gruesas.
En la base del sintema Taedong se encuentra el supergrupo P'yong'an, que yace disconforme sobre rocas paleozoicas más antiguas. En la cuenca carbonífera de Pyongyang se divide en 650 metros de arenisca, pizarra y conglomerado de la Formación Nogam, 500 metros de la Formación Kobangsan, 350 metros de la Formación Sadong carbonífera y 250 metros de la Formación Hongjom carbonífera, todas ellas típicamente asignadas a un entorno marino poco profundo del Pérmico Superior.
Durante el Mesozoico, la región experimentó la Orogenia de Songnim, llamada así por las rocas sintemáticas de Choson y P'yong'an, volcadas y cabalgantes, cerca de Songnim, al norte de Pyongyang. Este acontecimiento está asociado al plutón del Complejo Hyesan, de 240 a 190 millones de años de antigüedad, del Triásico y Jurásico.
Taebo, un lugar al norte de Pyongyang, es el homónimo de la orogenia Taebo, un periodo de actividad tectónica que emplazó el Granito Taebo hace unos 180 millones de años. La orogenia, que se evidencia en el Supergrupo Okchon, está probablemente relacionada con la separación de Japón del resto de Asia.
Al norte de Pyongyang, las rocas del basamento precámbrico están superpuestas de forma inconforme por un conglomerado de caliza del Jurásico que asciende a capas de limolita y lodolita. La Formación Shinuiju del Jurásico Superior, al noroeste de Shinuiju, presenta arenisca, conglomerado y lodolita de hasta dos kilómetros de espesor. Las perforaciones marinas en la cuenca de la bahía de Corea Occidental indican que estas rocas son la extensión terrestre de unidades marinas. Se subdivide en rocas fluviales y esquisto negro, caliza, conglomerado y arenisca del Jurásico Superior formados en un entorno lacustre.

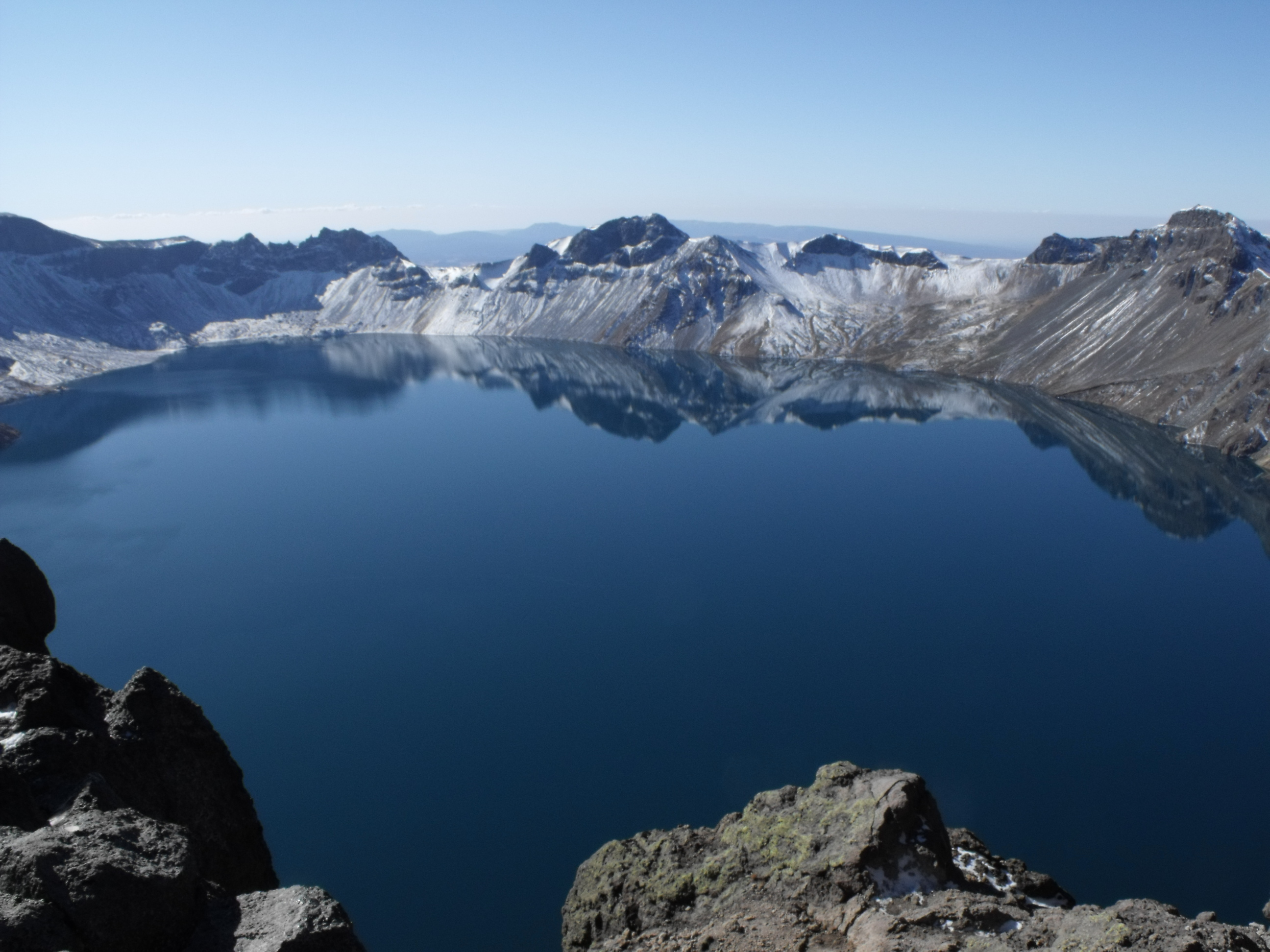
Lago del Cielo, un lago de cráter volcánico en Changbai, en la frontera entre Corea del Norte y China

Las condiciones terrestres prevalecieron durante gran parte del Cenozoico, hasta el pasado geológico reciente, cuando una regresión marina inundó la zona que rodea la península. Se conocen muy pocos sedimentos cenozoicos en ambas Coreas, probablemente como resultado de la erosión debida al levantamiento de la península. Las fallas normales submarinas a lo largo de la costa oriental pueden haber impulsado la inclinación de la corteza. 
La cuenca carbonífera de Bongsan, de 350 metros de espesor, en la provincia de Hwanghae, en la costa occidental, conserva capas carboníferas que datan del Eoceno. Más al norte, en la cuenca de la bahía de Corea Occidental, rocas sedimentarias eocenas y oligocenas de hasta tres kilómetros de espesor se superponen de forma inconforme a rocas mesozoicas, formadas en lagos y pantanos de carbón durante el Paleógeno.

## Organización territorial
Desde 2005, Corea del Norte se divide en dos ciudades directamente gobernadas o Chikhalsi (en chosŏn'gŭl, 직할시; en hancha, 直轄市), tres regiones especiales y nueve provincias.
| Pionyang P'yŏngan Sur Hwanghae Norte Hwanghae Sur Kangwon Hamgyŏng Sur Hamgyŏng Norte Rasŏn Ryanggang Chagang P'yŏngan Norte Sinŭiju Kŭmgangsan Kaesong Namp'o · República Popular China Rusia República de Corea Mar Amarillo Bahía de Corea Mar del Japón | Ciudades con Gobierno directo | Ciudades con Gobierno directo | Ciudades con Gobierno directo | Ciudades con Gobierno directo | Ciudades con Gobierno directo | Ciudades con Gobierno directo | Ciudades con Gobierno directo | Ciudades con Gobierno directo | Ciudades con Gobierno directo | Ciudades con Gobierno directo | Ciudades con Gobierno directo | Ciudades con Gobierno directo | Ciudades con Gobierno directo | Ciudades con Gobierno directo | Ciudades con Gobierno directo | Ciudades con Gobierno directo | Ciudades con Gobierno directo | Ciudades con Gobierno directo |
| Pionyang P'yŏngan Sur Hwanghae Norte Hwanghae Sur Kangwon Hamgyŏng Sur Hamgyŏng Norte Rasŏn Ryanggang Chagang P'yŏngan Norte Sinŭiju Kŭmgangsan Kaesong Namp'o · República Popular China Rusia República de Corea Mar Amarillo Bahía de Corea Mar del Japón | 1                             | Pionyang                      | 평양직할시                    | 平壤直轄市                    | Pionyang                      |                               |                               |                               |                               |                               |                               |                               |                               |                               |                               |                               |                               |                               |
| Pionyang P'yŏngan Sur Hwanghae Norte Hwanghae Sur Kangwon Hamgyŏng Sur Hamgyŏng Norte Rasŏn Ryanggang Chagang P'yŏngan Norte Sinŭiju Kŭmgangsan Kaesong Namp'o · República Popular China Rusia República de Corea Mar Amarillo Bahía de Corea Mar del Japón | 2                             | Rasŏn                         | 라선특별시                    | 羅先特別市                    | Rasŏn                         |                               |                               |                               |                               |                               |                               |                               |                               |                               |                               |                               |                               |                               |
| Pionyang P'yŏngan Sur Hwanghae Norte Hwanghae Sur Kangwon Hamgyŏng Sur Hamgyŏng Norte Rasŏn Ryanggang Chagang P'yŏngan Norte Sinŭiju Kŭmgangsan Kaesong Namp'o · República Popular China Rusia República de Corea Mar Amarillo Bahía de Corea Mar del Japón | Regiones especiales           |                               |                               |                               |                               |                               |                               |                               |                               |                               |                               |                               |                               |                               |                               |                               |                               |                               |
| Pionyang P'yŏngan Sur Hwanghae Norte Hwanghae Sur Kangwon Hamgyŏng Sur Hamgyŏng Norte Rasŏn Ryanggang Chagang P'yŏngan Norte Sinŭiju Kŭmgangsan Kaesong Namp'o · República Popular China Rusia República de Corea Mar Amarillo Bahía de Corea Mar del Japón | 3                             | Sinŭiju                       | 신의주특별행정구              | 新義州特別行政區              | Sin información               |                               |                               |                               |                               |                               |                               |                               |                               |                               |                               |                               |                               |                               |
| Pionyang P'yŏngan Sur Hwanghae Norte Hwanghae Sur Kangwon Hamgyŏng Sur Hamgyŏng Norte Rasŏn Ryanggang Chagang P'yŏngan Norte Sinŭiju Kŭmgangsan Kaesong Namp'o · República Popular China Rusia República de Corea Mar Amarillo Bahía de Corea Mar del Japón | 4                             | Kaesong                       | 개성공업지구                  | 開城工業地區                  | Sin información               |                               |                               |                               |                               |                               |                               |                               |                               |                               |                               |                               |                               |                               |
| Pionyang P'yŏngan Sur Hwanghae Norte Hwanghae Sur Kangwon Hamgyŏng Sur Hamgyŏng Norte Rasŏn Ryanggang Chagang P'yŏngan Norte Sinŭiju Kŭmgangsan Kaesong Namp'o · República Popular China Rusia República de Corea Mar Amarillo Bahía de Corea Mar del Japón | 5                             | Kŭmgangsan                    | 금강산관광지구                | 金剛山觀光地區                | Sin información               |                               |                               |                               |                               |                               |                               |                               |                               |                               |                               |                               |                               |                               |
| Pionyang P'yŏngan Sur Hwanghae Norte Hwanghae Sur Kangwon Hamgyŏng Sur Hamgyŏng Norte Rasŏn Ryanggang Chagang P'yŏngan Norte Sinŭiju Kŭmgangsan Kaesong Namp'o · República Popular China Rusia República de Corea Mar Amarillo Bahía de Corea Mar del Japón | Provincias                    |                               |                               |                               |                               |                               |                               |                               |                               |                               |                               |                               |                               |                               |                               |                               |                               |                               |
| Pionyang P'yŏngan Sur Hwanghae Norte Hwanghae Sur Kangwon Hamgyŏng Sur Hamgyŏng Norte Rasŏn Ryanggang Chagang P'yŏngan Norte Sinŭiju Kŭmgangsan Kaesong Namp'o · República Popular China Rusia República de Corea Mar Amarillo Bahía de Corea Mar del Japón | 6                             | P'yŏngan del Sur              | 평안남도                      | 平安南道                      | Pyongsong                     |                               |                               |                               |                               |                               |                               |                               |                               |                               |                               |                               |                               |                               |
| Pionyang P'yŏngan Sur Hwanghae Norte Hwanghae Sur Kangwon Hamgyŏng Sur Hamgyŏng Norte Rasŏn Ryanggang Chagang P'yŏngan Norte Sinŭiju Kŭmgangsan Kaesong Namp'o · República Popular China Rusia República de Corea Mar Amarillo Bahía de Corea Mar del Japón | 7                             | P'yŏngan del Norte            | 평안북도                      | 平安北道                      | Sinuiju                       |                               |                               |                               |                               |                               |                               |                               |                               |                               |                               |                               |                               |                               |
| Pionyang P'yŏngan Sur Hwanghae Norte Hwanghae Sur Kangwon Hamgyŏng Sur Hamgyŏng Norte Rasŏn Ryanggang Chagang P'yŏngan Norte Sinŭiju Kŭmgangsan Kaesong Namp'o · República Popular China Rusia República de Corea Mar Amarillo Bahía de Corea Mar del Japón | 8                             | Chagang                       | 자강도                        | 慈江道                        | Kanggye                       |                               |                               |                               |                               |                               |                               |                               |                               |                               |                               |                               |                               |                               |
| Pionyang P'yŏngan Sur Hwanghae Norte Hwanghae Sur Kangwon Hamgyŏng Sur Hamgyŏng Norte Rasŏn Ryanggang Chagang P'yŏngan Norte Sinŭiju Kŭmgangsan Kaesong Namp'o · República Popular China Rusia República de Corea Mar Amarillo Bahía de Corea Mar del Japón | 9                             | Hwanghae del Sur              | 황해남도                      | 黃海南道                      | Haeju                         |                               |                               |                               |                               |                               |                               |                               |                               |                               |                               |                               |                               |                               |
| Pionyang P'yŏngan Sur Hwanghae Norte Hwanghae Sur Kangwon Hamgyŏng Sur Hamgyŏng Norte Rasŏn Ryanggang Chagang P'yŏngan Norte Sinŭiju Kŭmgangsan Kaesong Namp'o · República Popular China Rusia República de Corea Mar Amarillo Bahía de Corea Mar del Japón | 10                            | Hwanghae del Norte            | 황해북도                      | 黃海北道                      | Sariwon                       |                               |                               |                               |                               |                               |                               |                               |                               |                               |                               |                               |                               |                               |
| Pionyang P'yŏngan Sur Hwanghae Norte Hwanghae Sur Kangwon Hamgyŏng Sur Hamgyŏng Norte Rasŏn Ryanggang Chagang P'yŏngan Norte Sinŭiju Kŭmgangsan Kaesong Namp'o · República Popular China Rusia República de Corea Mar Amarillo Bahía de Corea Mar del Japón | 11                            | Kangwon                       | 강원도                        | 江原道                        | Wŏnsan                        |                               |                               |                               |                               |                               |                               |                               |                               |                               |                               |                               |                               |                               |
| Pionyang P'yŏngan Sur Hwanghae Norte Hwanghae Sur Kangwon Hamgyŏng Sur Hamgyŏng Norte Rasŏn Ryanggang Chagang P'yŏngan Norte Sinŭiju Kŭmgangsan Kaesong Namp'o · República Popular China Rusia República de Corea Mar Amarillo Bahía de Corea Mar del Japón | 12                            | Hamgyŏng del Sur              | 함경남도                      | 咸鏡南道                      | Hamhung                       |                               |                               |                               |                               |                               |                               |                               |                               |                               |                               |                               |                               |                               |
| Pionyang P'yŏngan Sur Hwanghae Norte Hwanghae Sur Kangwon Hamgyŏng Sur Hamgyŏng Norte Rasŏn Ryanggang Chagang P'yŏngan Norte Sinŭiju Kŭmgangsan Kaesong Namp'o · República Popular China Rusia República de Corea Mar Amarillo Bahía de Corea Mar del Japón | 13                            | Hamgyŏng del Norte            | 함경북도                      | 咸鏡北道                      | Chongjin                      |                               |                               |                               |                               |                               |                               |                               |                               |                               |                               |                               |                               |                               |
| Pionyang P'yŏngan Sur Hwanghae Norte Hwanghae Sur Kangwon Hamgyŏng Sur Hamgyŏng Norte Rasŏn Ryanggang Chagang P'yŏngan Norte Sinŭiju Kŭmgangsan Kaesong Namp'o · República Popular China Rusia República de Corea Mar Amarillo Bahía de Corea Mar del Japón | 14                            | Ryanggang                     | 량강도                        | 兩江道                        | Hyesan                        |                               |                               |                               |                               |                               |                               |                               |                               |                               |                               |                               |                               |                               |

## Gobierno y política

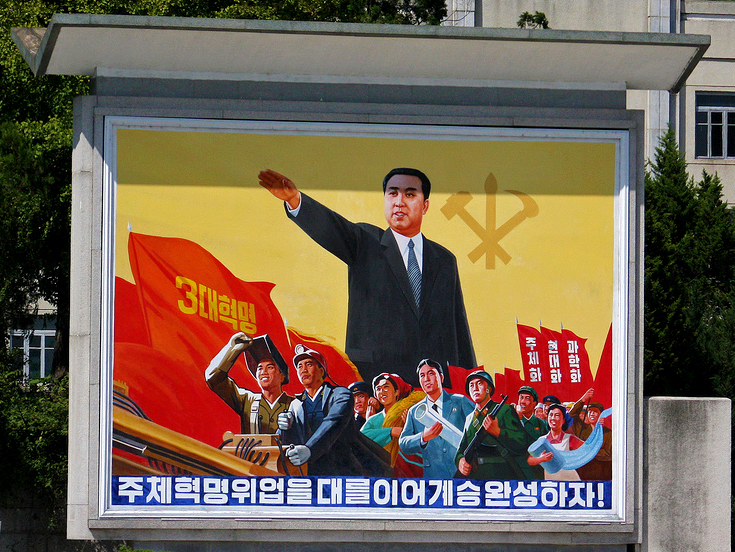
Mural de propaganda política en Pionyang representando a Kim Il-sung.

Corea del Norte es, oficialmente, una república socialista basada en la ideología Juche. Kim Il-sung, el fundador del Estado norcoreano, es considerado el presidente Eterno de la República. Su hijo, Kim Jong-il, fue comandante supremo del Ejército, presidente de la Comisión de Defensa Nacional y jefe del Comité Militar del Partido del Trabajo de Corea, pero hasta julio de 1995 no asumió formalmente la jefatura del Estado y del Partido, que quedaron vacantes temporalmente.
A Kim Jong-il no se le trataba con el título de presidente, como a su padre, sino con el de «dirigente». El hijo menor de Kim Jong-il, Kim Jong-un, fue nombrado heredero de los poderes políticos de su padre en octubre de 2010, a los 27 años de edad, ante la caída en desgracia del hijo mayor, Kim Jong-nam, que se exilió en Macao. Actualmente ocupa el lugar de su padre, Kim Jong-il tras la muerte de este.
La Constitución que rige la República Popular Democrática de Corea es la Constitución Socialista de 1972, aprobada el 27 de diciembre de 1972, revisada y completada en 1993 y enmendada en 1998. El órgano máximo del Estado es la Asamblea Suprema del Pueblo, que cuenta con 687 miembros. Se celebran elecciones cada cinco años para renovar los escaños de tal órgano legislativo; las últimas en llevarse a cabo fueron las elecciones del 10 de marzo de 2019.

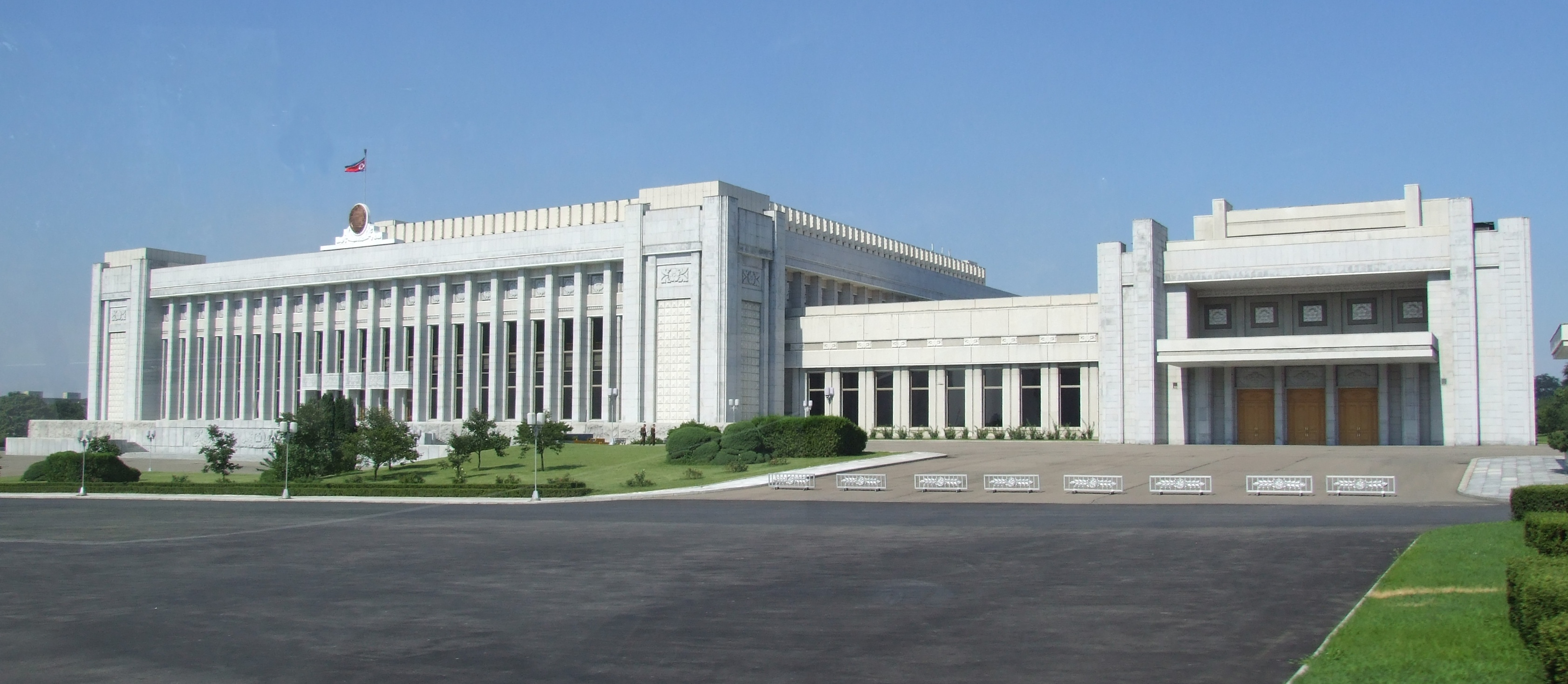
Sede de la Asamblea Suprema del Pueblo en Pionyang.

El poder ejecutivo está a cargo del Gabinete de Corea del Norte, el cual está encabezado por el premier Pak Thae-song. El premier representa al gobierno y funciona independientemente. Su autoridad se extiende sobre dos vicepresidentes, 30 ministros, dos presidentes de comisiones de gabinete, el secretario general del gabinete, el presidente del Banco Central de la República Popular Democrática de Corea, el director de la Oficina Central de Estadística y el presidente de la Academia de Ciencias.
Una de las columnas vertebrales del país son sus fuerzas armadas, compuestas por 1.106.000 efectivos, según datos de 2010, y otras fuerzas paramilitares, entre las que destacan los Guardias Rojos Obreros y Campesinos, con alrededor de 3,5 millones de efectivos, y las Tropas de Seguridad, que dependen del Ministerio de Seguridad Pública y cuentan con unos 115.000 efectivos.
El 9 de octubre de 2006, Corea del Norte hizo explotar su primera bomba nuclear, a pesar de las notables amenazas que había recibido en ese sentido por parte de los Estados Unidos y otros países, lo que le llevó a recibir fuertes sanciones internacionales.

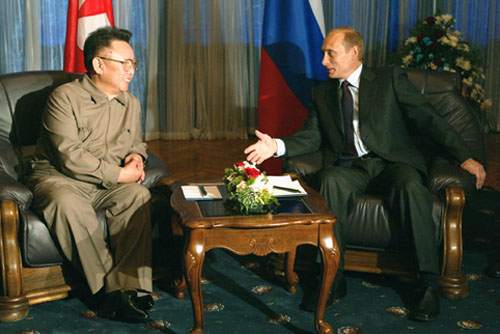
Vladímir Putin, cuando era primer ministro, junto a Kim Jong-il, líder del país entre 1994 y 2011.

El 18 de diciembre de 2006, se reanudaron las conversaciones multilaterales en Pekín (China) con respecto al asunto del armamento nuclear. Una nueva ronda de conversaciones se realizó el 8 de febrero de 2007 en la capital china, en la que Corea del Norte exigió compensaciones energéticas. En el sexto día de conversaciones a seis bandas, las delegaciones de Corea del Norte, Corea del Sur, Estados Unidos, Rusia, Japón y China firmaron un acuerdo que contenía los primeros pasos para la desnuclearización de Corea del Norte. A cambio, Corea del Norte recibiría ayuda energética equivalente a 1 millón de tep y otras compensaciones económicas.
El 4 de octubre de 2007, tras un encuentro de los jefes de Estado de Pionyang y Seúl, se firmó la Declaración de Paz y Prosperidad, por la que ambas partes retomaban los acuerdos de junio de 2000 y manifestaban su deseo de superar el armisticio de la guerra de Corea para firmar la paz definitiva, y Corea del Norte se mostraba dispuesta a abandonar su programa nuclear. Sin embargo, tras la llegada al poder del conservador Lee Myung-bak en 2008, ese tratado quedó cancelado y toda la ayuda al país dada por los anteriores gobiernos surcoreanos desapareció.

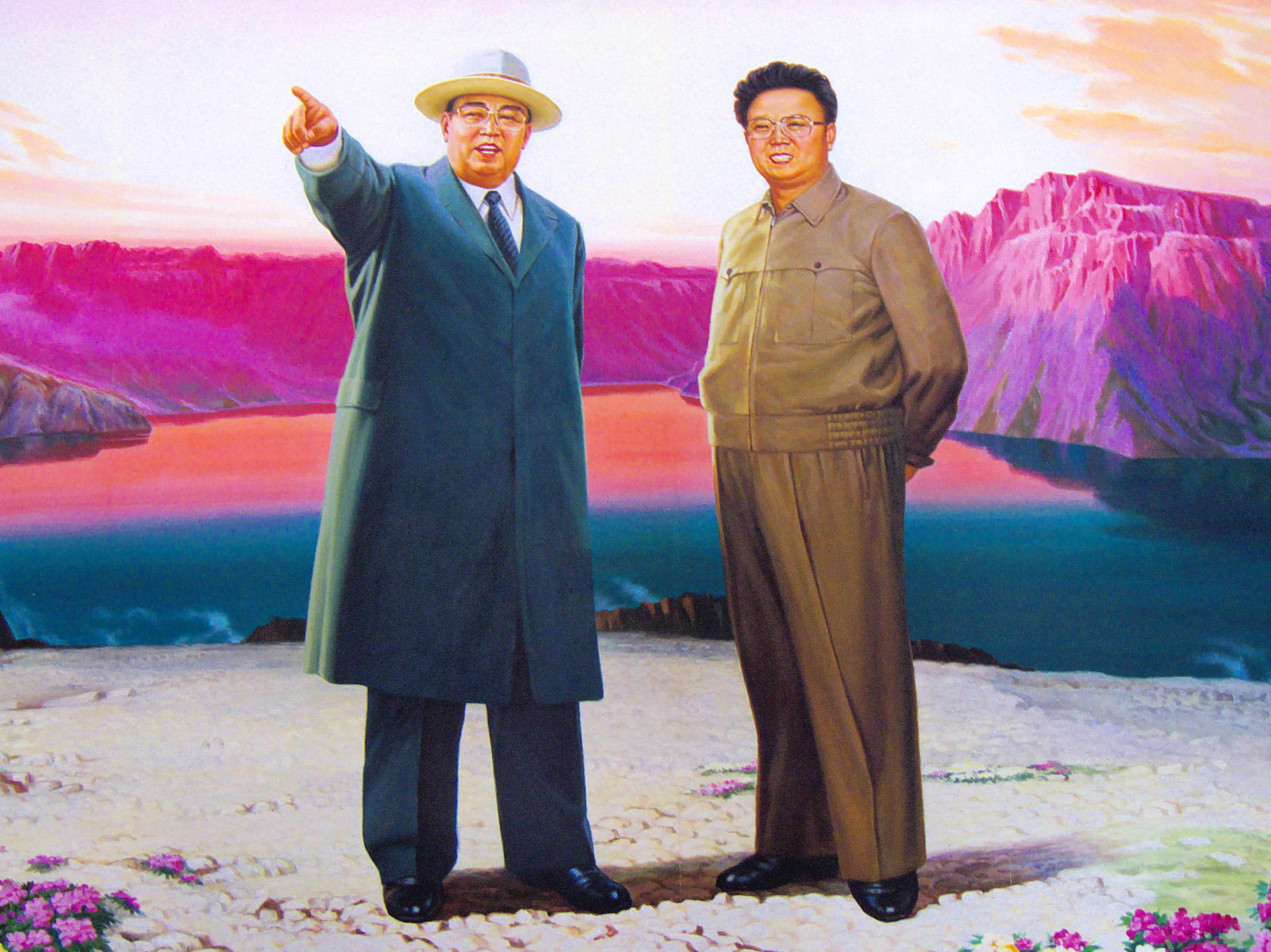
Una pintura de Kim Il-sung y Kim Jong-il en la cima del Monte Paektu.

La tercera prueba nuclear de Corea del Norte se realizó el 11 de febrero de 2013 en el noroeste del país, desafiando la prohibición del Consejo de Seguridad de las Naciones Unidas. Esto generó un gran estado de alerta en Corea del Sur y en Japón, los países más cercanos con los que Corea del Norte mantiene relaciones tensas. Poco tiempo después de que se detonara la bomba nuclear de prueba, los medios de prensa de Estados Unidos, Rusia, Japón y Corea del Sur anunciaron que un sismo de magnitud 5,1 en la escala de Richter azotó la zona donde se llevaban a cabo los ensayos nucleares, mientras que por otro lado el comunicado de prensa oficial del Gobierno de Pionyang, si bien reconocía el uso de una bomba atómica en una prueba nuclear subterránea, negaba que esta hubiese causado efectos negativos en el entorno, como la citada causa de un terremoto.
La última prueba nuclear por parte de Corea del Norte se realizó a principios de enero de 2016, las primeras indicaciones de una actividad inusual en el área de Punggye-ri, escenario de los anteriores ensayos nucleares. Se registraron en torno a las 10:30 de la mañana, cuando los expertos de países como China, Japón o Estados Unidos alertaron sobre un terremoto en esa zona que habría alcanzado la magnitud de 5,1 en la escala internacional, que mide los movimientos telúricos. A diferencia de sus anteriores pruebas nucleares esta se diferencia a que por primera vez se utilizó por parte del país una bomba de hidrógeno.

### Partidos políticos

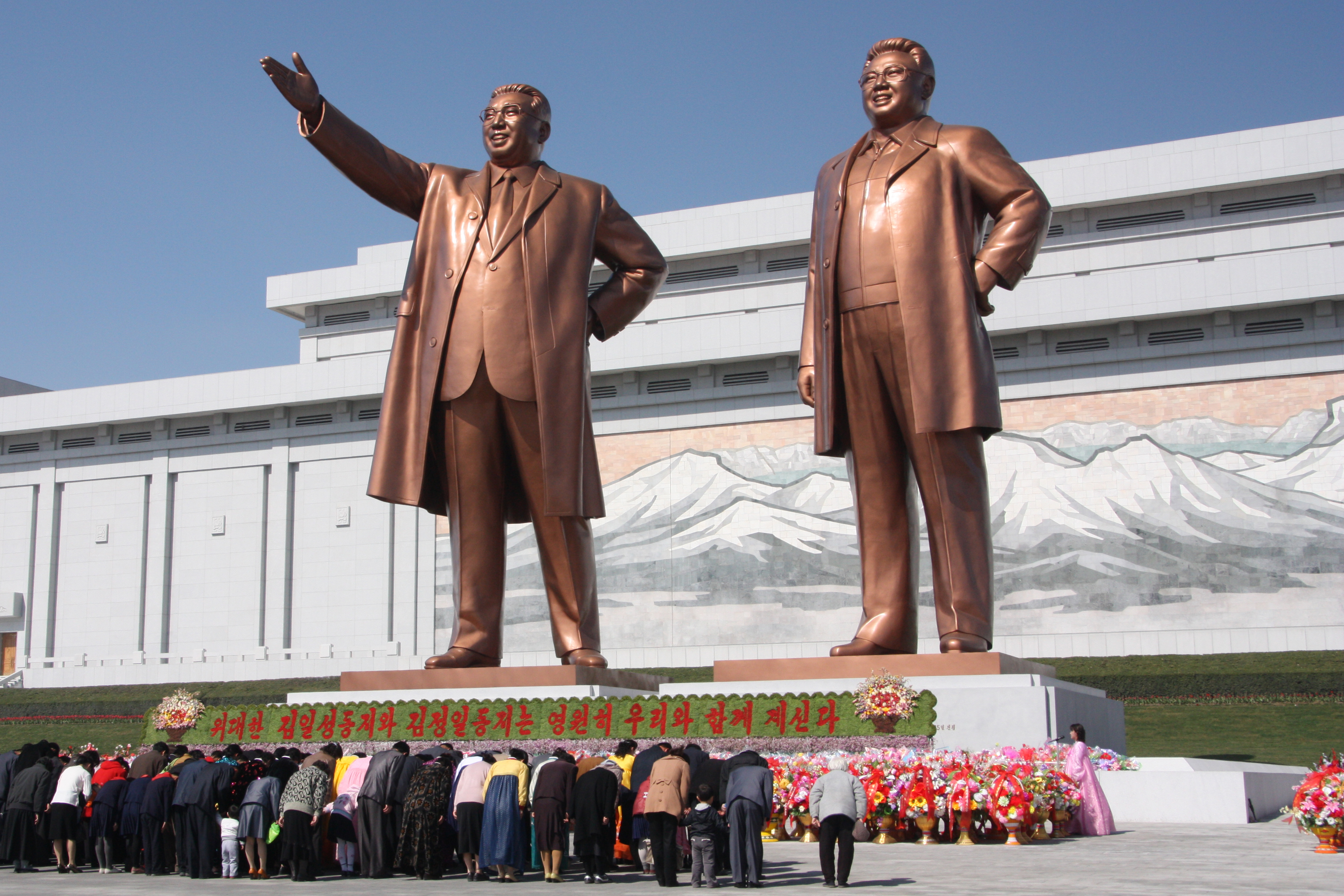
Ciudadanos norcoreanos inclinándose ante las estatuas de Kim Il-sung (izquierda) y su hijo Kim Jong-il (derecha) en el Gran monumento de la colina Mansu en Pionyang.

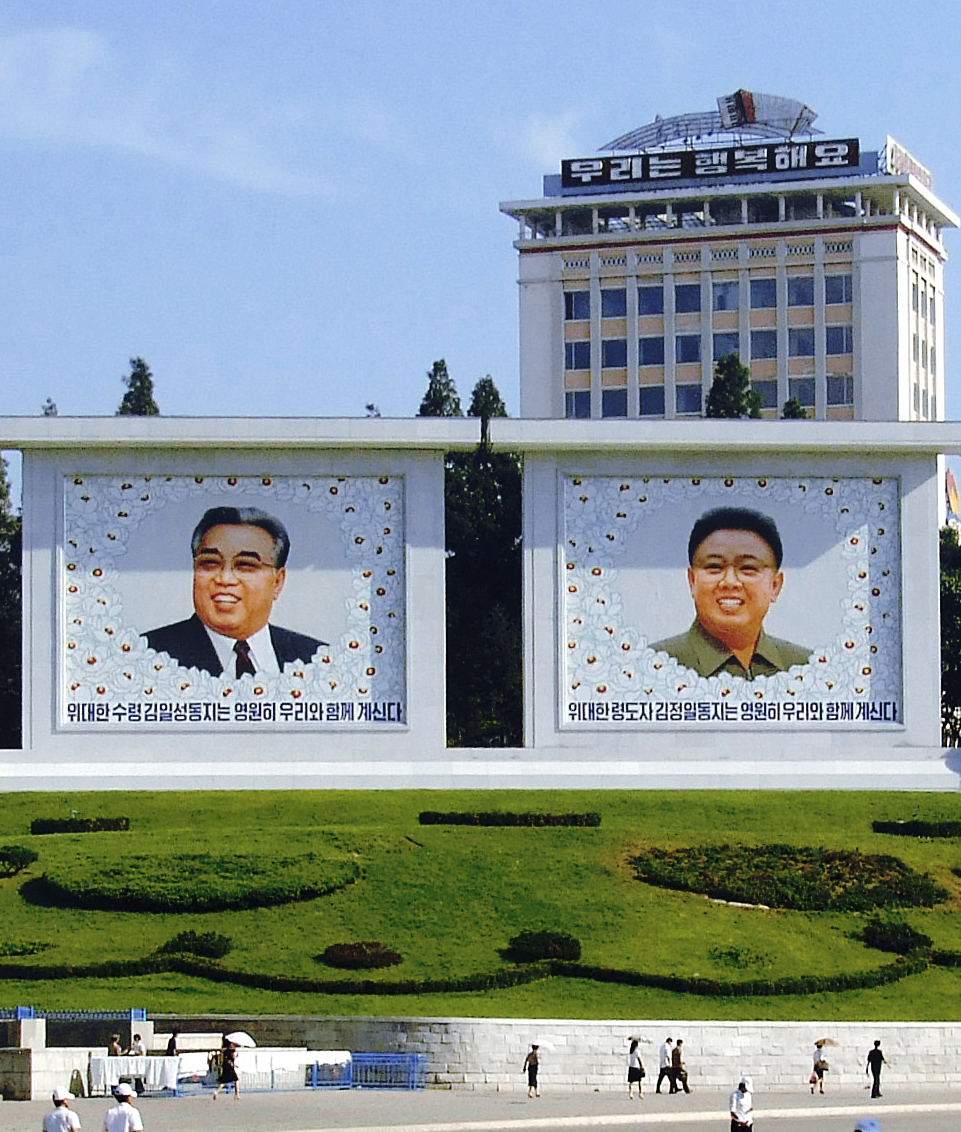
Murales de Kim Il-sung y Kim Jong-il en Pionyang. El eslogan del edificio reza: «Somos felices» (우리는 행복해요).

El Partido del Trabajo de Corea (PTC), fundado en 1945, que se rige por la idea Juche, es el principal partido político. El Partido Socialdemócrata de Corea y el Partido Chondoísta Chong-u están unidos al PTC en el Frente Democrático para la Reunificación de la Patria, creado en junio de 1945. Los jóvenes y las mujeres están organizados en la «Liga de la Juventud Kimilsungista-Kimjongilista» y en la «Unión de Mujeres Socialistas de Corea», respectivamente. Algunos grupos de ciudadanos en el exilio fundaron partidos políticos alternativos, vetados dentro del país, como el Partido de los Coreanos Demócratas Liberales. En las elecciones del año 2009, el Frente Democrático ocupó la totalidad de los 687 escaños de la Asamblea Suprema del Pueblo, de los cuales casi el 90% correspondieron al PTC y el resto a los partidos menores. En las últimas elecciones celebradas en 2014 se eligieron 687 diputados.

### Relaciones internacionales

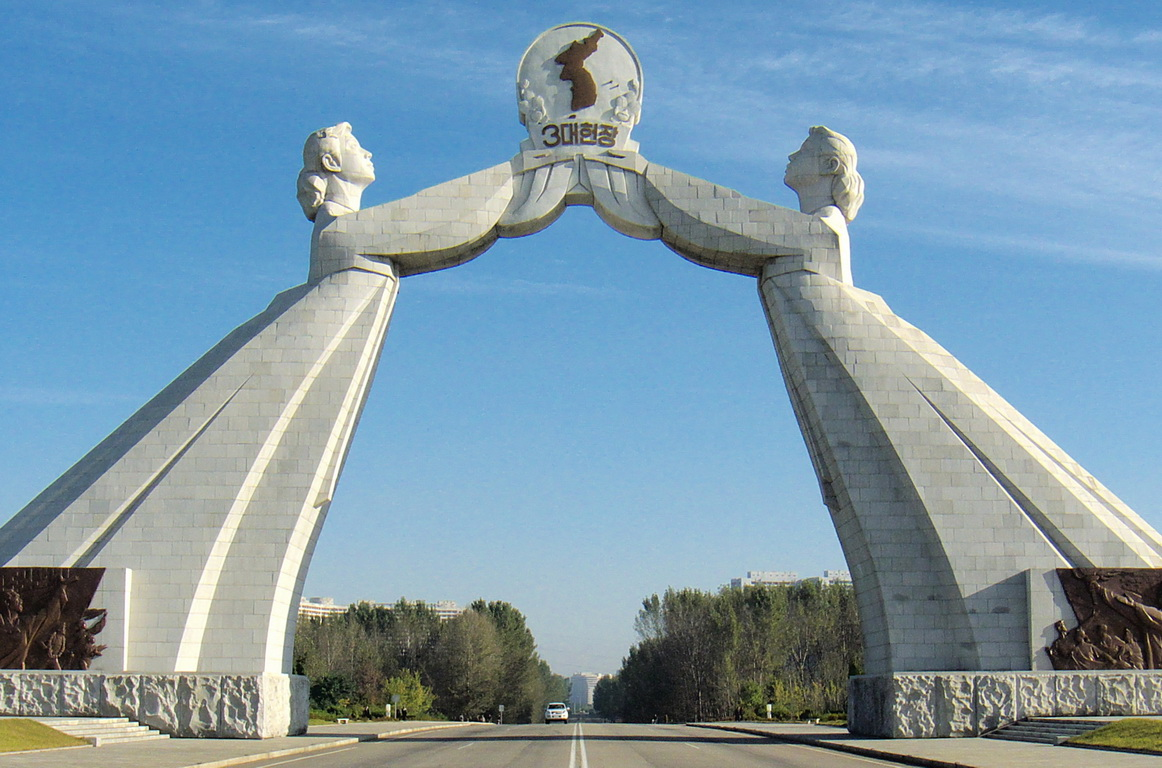
Arco de la Reunificación.

Las relaciones internacionales de la República Popular Democrática de Corea han sido tensas desde la creación de su programa nuclear y por su aislamiento con el extranjero. Desde la disolución de la Unión Soviética, el país ha estado en constante presión por los Estados Unidos hacia su desarme nuclear y detención de producción de armas nucleares.
Su aislamiento con el extranjero ha dificultado excesivamente sus relaciones bilaterales y multilaterales; posee embajadas en varios países que fueron comunistas o que lo son.
Ha sido fuertemente sancionado por varios países y por organizaciones internacionales, siendo China y Rusia los países con una relación positiva con Corea del Norte.

### Derechos humanos

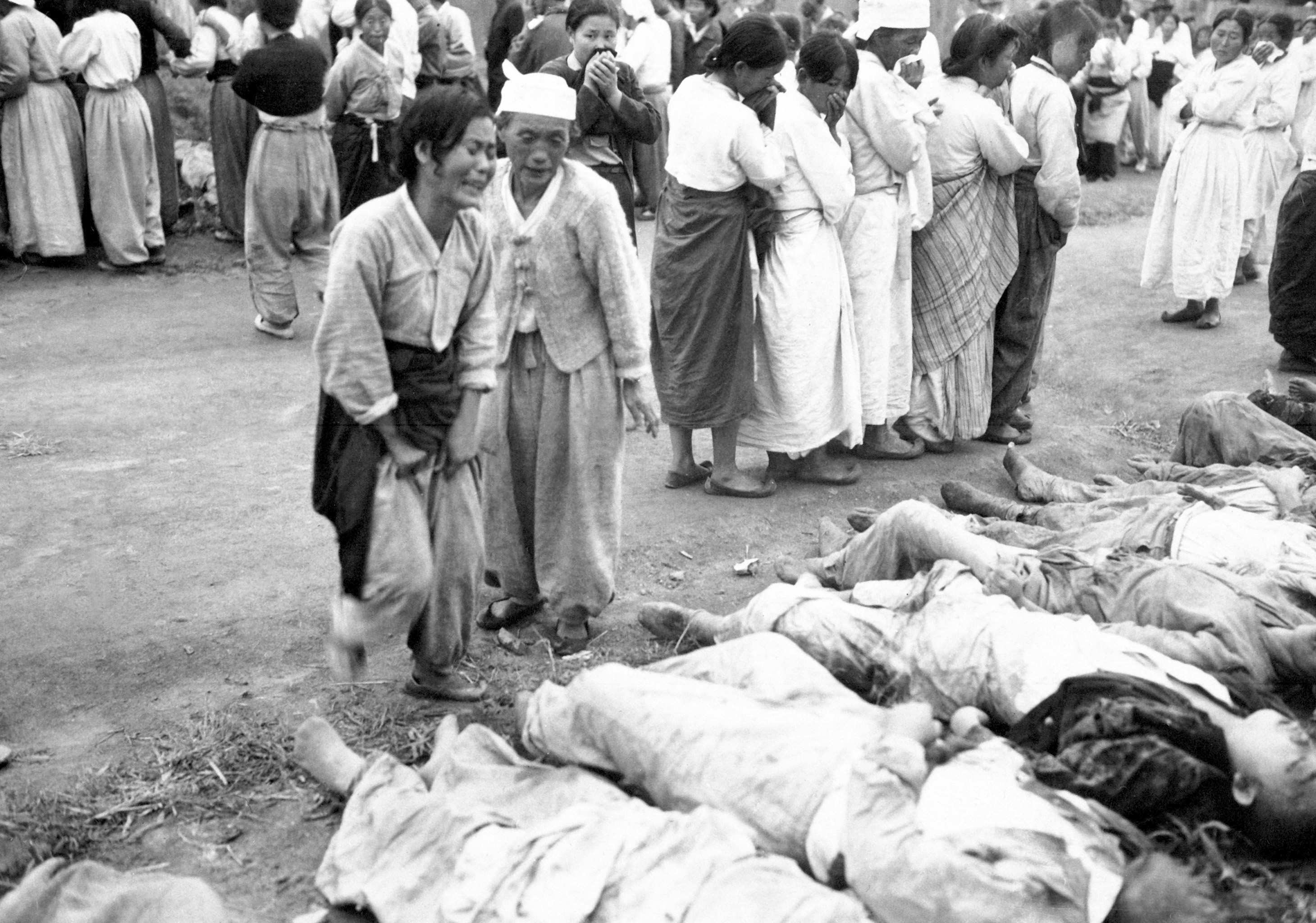
Prisioneros de guerra asesinados por el ejército norcoreano cerca de Hamhung, en octubre de 1950 durante la guerra de Corea.

La revista The Economist contiene en su número correspondiente al 27 de septiembre de 2008 un extenso análisis sobre la situación de Corea del Norte, contrastándola con Corea del Sur, el cual es un estado de economía capitalista, sustentado en un sistema político liberal o de democracia parlamentaria.
Según el artículo 68 de la Constitución Socialista de 1972, el ciudadano tiene el derecho y la libertad de practicar cualquier creencia religiosa siempre y cuando no emplee la misma para introducir fuerzas extranjeras al país y perturbar el orden social. Asimismo, también existe una diócesis católica en Pionyang fundada en 1927, que aún se encuentra vigente en la actualidad.
Según Amnistía Internacional, entre las violaciones de derechos humanos en Corea del Norte figuran el empleo de la tortura, la aplicación de la pena de muerte, la detención y el encarcelamiento arbitrarios, las condiciones de reclusión inhumanas y la supresión prácticamente total de las libertades fundamentales, incluidas las de expresión y circulación. Basados en imágenes de satélite y testimonios de desertores —al no tener personal de representación ni sedes en Corea del Norte, ni haber estado nunca en el país—, Amnistía Internacional estima que alrededor de 200.000 prisioneros se encuentran retenidos en seis grandes campos de prisión, donde son forzados a trabajar en condiciones cercanas a la esclavitud.
Según el Comité de los Estados Unidos para los Derechos Humanos en Corea del Norte, los desertores norcoreanos han sido testigos de la existencia de campos de prisión y concentración con una población estimada de entre 150.000 y 200.000 internos —alrededor del 0,85% de la población—, así como de la existencia de campos de experimentación humana y de numerosos casos de tortura, inanición, violaciones, asesinatos, experimentos médicos, trabajo forzado y abortos forzados.
En el año 2014, la Oficina del Alto Comisionado de las Naciones Unidas para los Derechos Humanos redactaron un informe constatando severas violaciones a los derechos humanos y crímenes de lesa humanidad extremadamente brutales en Corea del Norte, dentro de los que se encontraban torturas de todo tipo, detención arbitraria, ejecución sumaria, abortos forzados y violencia sexual, además de campos de prisión y concentración donde se realizan prácticas brutales contra los prisioneros. Dicho informe se realizó a pesar de las negativas del Gobierno norcoreano a cooperar en la investigación y a las peticiones de acceso al país presentadas por la comisión. El informe abrió un debate mundial que continuó investigaciones sobre el tema hasta la actualidad.
La misión diplomática de Corea del Norte en Ginebra (Suiza), por su parte, emitió un comunicado alegando que el informe de la ONU se basaba en falsedades empleadas como «instrumento de complot político» destinado a sabotear el sistema socialista y difamar al país. La comisión encargada de elaborar el informe fue creada por el Consejo de Derechos Humanos de la ONU a petición de la Unión Europea, Estados Unidos y Japón, y está formada por tres miembros, provenientes de Australia, Indonesia, y Serbia, considerados como fuerzas hostiles por las autoridades norcoreanas debido a que son respaldados por Estados Unidos, la Unión Europea, y Japón, enfrentados al Gobierno de Pionyang. En el comunicado emitido por su personal diplomático, las autoridades norcoreanas negaron la existencia de violaciones a los derechos humanos y denunciaron a la Comisión calificándola como «una marioneta que interviene aquí y allí para representar los propósitos enfermizos de quienes tiran de los hilos, como Estados Unidos, Japón y los países de la UE», alegando que tanto la creación de la comisión como el informe en sí mismo son un intento de cambiar el actual sistema de Gobierno del país asiático bajo el pretexto de preocupaciones por los derechos humanos.
La portavoz del Ministerio de Relaciones Exteriores de China, Hua Chunying, declaró al respecto que presentar asuntos en materia de derechos humanos a los tribunales penales internacionales no mejora la situación de un país, y que «China siempre ha defendido que se resuelvan las diferencias en materia de derechos humanos mediante el diálogo constructivo y la cooperación basada en la igualdad y el respeto mutuo».
En enero de 2015, el periódico británico The Telegraph publicó un artículo revelando que la historia del desertor norcoreano Shin Dong-Hyuk era parcialmente falsa. Shin Dong-Hyuk, considerado el único desertor en haber nacido y escapado de un campo de prisioneros norcoreano, reconoció haber falseado hechos sobre su historia personal, publicando un mensaje en su cuenta de Facebook pidiendo perdón y diciendo que «siempre había querido ocultar parte de su pasado». Un experto en derechos humanos de Seúl describió los cambios como «inexactitudes menores» y dijo que muchos refugiados que han sufrido maltratos presentan «memoria selectiva». La Televisión Central de Corea publicó en respuesta una entrevista en la que su padre llamaba «mentiroso» al hijo y desmentía que su familia estuviera en dicho campo.
En materia de derechos humanos, respecto a la pertenencia a los siete organismos de la Carta Internacional de Derechos Humanos, que incluyen al Comité de Derechos Humanos (HRC), Corea del Norte ha firmado o ratificado:
| Corea del Norte | Tratados internacionales | Tratados internacionales  | Tratados internacionales | Tratados internacionales  | Tratados internacionales  | Tratados internacionales  | Tratados internacionales  | Tratados internacionales | Tratados internacionales  | Tratados internacionales  | Tratados internacionales  | Tratados internacionales | Tratados internacionales  | Tratados internacionales | Tratados internacionales | Tratados internacionales  | Tratados internacionales | Tratados internacionales  |
| --- | ------------------------ | ------------------------- | ------------------------ | ------------------------- | ------------------------- | ------------------------- | ------------------------- | ------------------------ | ------------------------- | ------------------------- | ------------------------- | ------------------------ | ------------------------- | ------------------------ | ------------------------ | ------------------------- | ------------------------ | ------------------------- |
| Corea del Norte | CESCR                    | CESCR                     | CCPR                     | CCPR                      | CCPR                      | CERD                      | CED                       | CEDAW                    | CEDAW                     | CAT                       | CAT                       | CRC                      | CRC                       | CRC                      | CRC                      | MWC                       | CRPD                     | CRPD                      |
| Corea del Norte | CESCR                    | CESCR-OP                  | CCPR                     | CCPR-OP1                  | CCPR-OP2-DP               | CERD                      | CED                       | CEDAW                    | CEDAW-OP                  | CAT                       | CAT-OP                    | CRC                      | CRC-OP-AC                 | CRC-OP-SC                | CRC-OP-CP                | MWC                       | CRPD                     | CRPD-OP                   |
| Pertenencia | Firmado y ratificado.    | Ni firmado ni ratificado. | Firmado y ratificado.    | Ni firmado ni ratificado. | Ni firmado ni ratificado. | Ni firmado ni ratificado. | Ni firmado ni ratificado. | Firmado y ratificado.    | Ni firmado ni ratificado. | Ni firmado ni ratificado. | Ni firmado ni ratificado. | Firmado y ratificado.    | Ni firmado ni ratificado. | Firmado y ratificado.    | Sin información.         | Ni firmado ni ratificado. | Firmado y ratificado.    | Ni firmado ni ratificado. |
| Firmado y ratificado, firmado, pero no ratificado, ni firmado ni ratificado, sin información, ha accedido a firmar y ratificar el órgano en cuestión, pero también reconoce la competencia de recibir y procesar comunicaciones individuales por parte de los órganos competentes. |                          |                           |                          |                           |                           |                           |                           |                          |                           |                           |                           |                          |                           |                          |                          |                           |                          |                           |

### Fuerzas Armadas

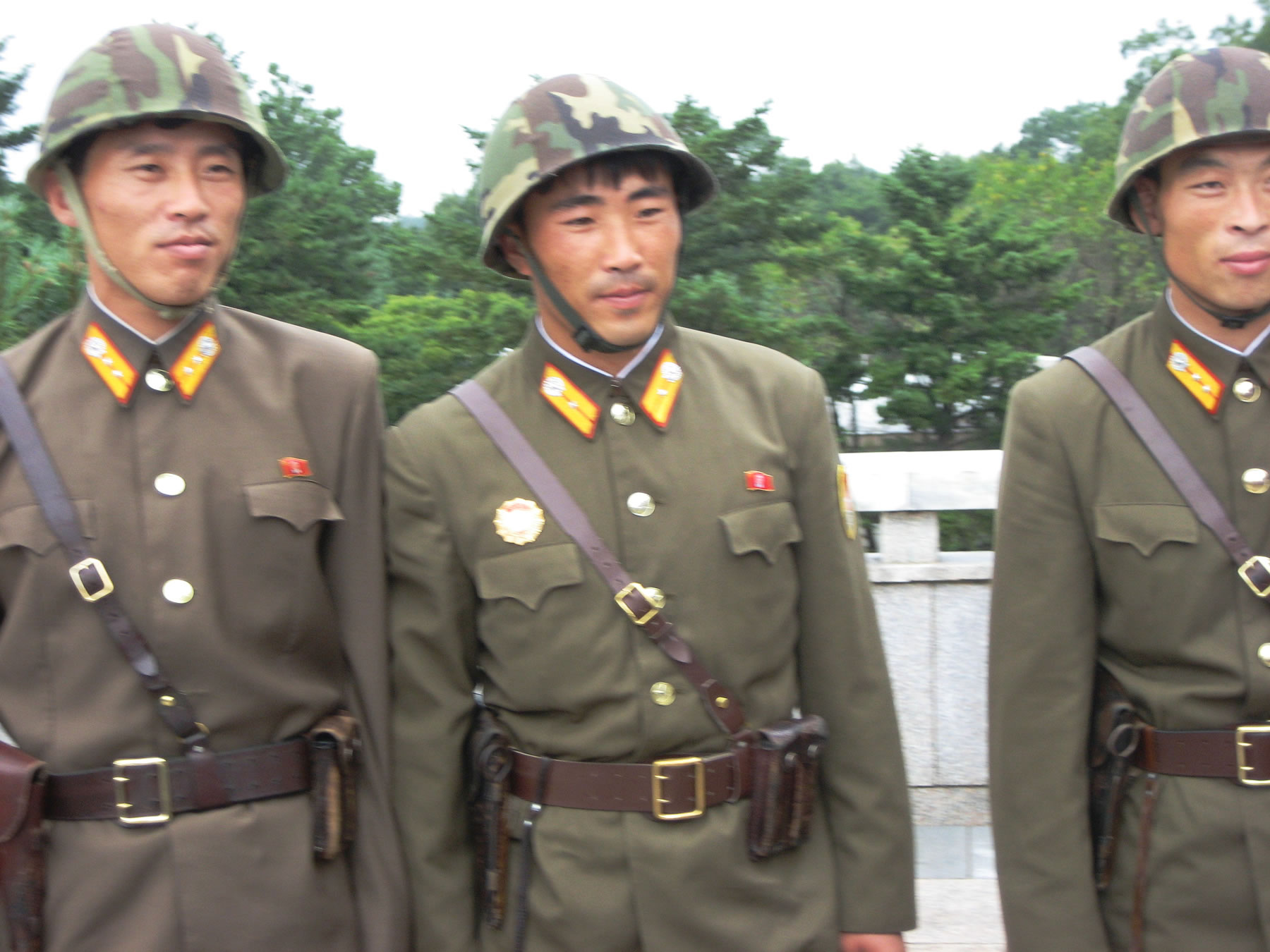
Soldados norcoreanos en Panmunjom.

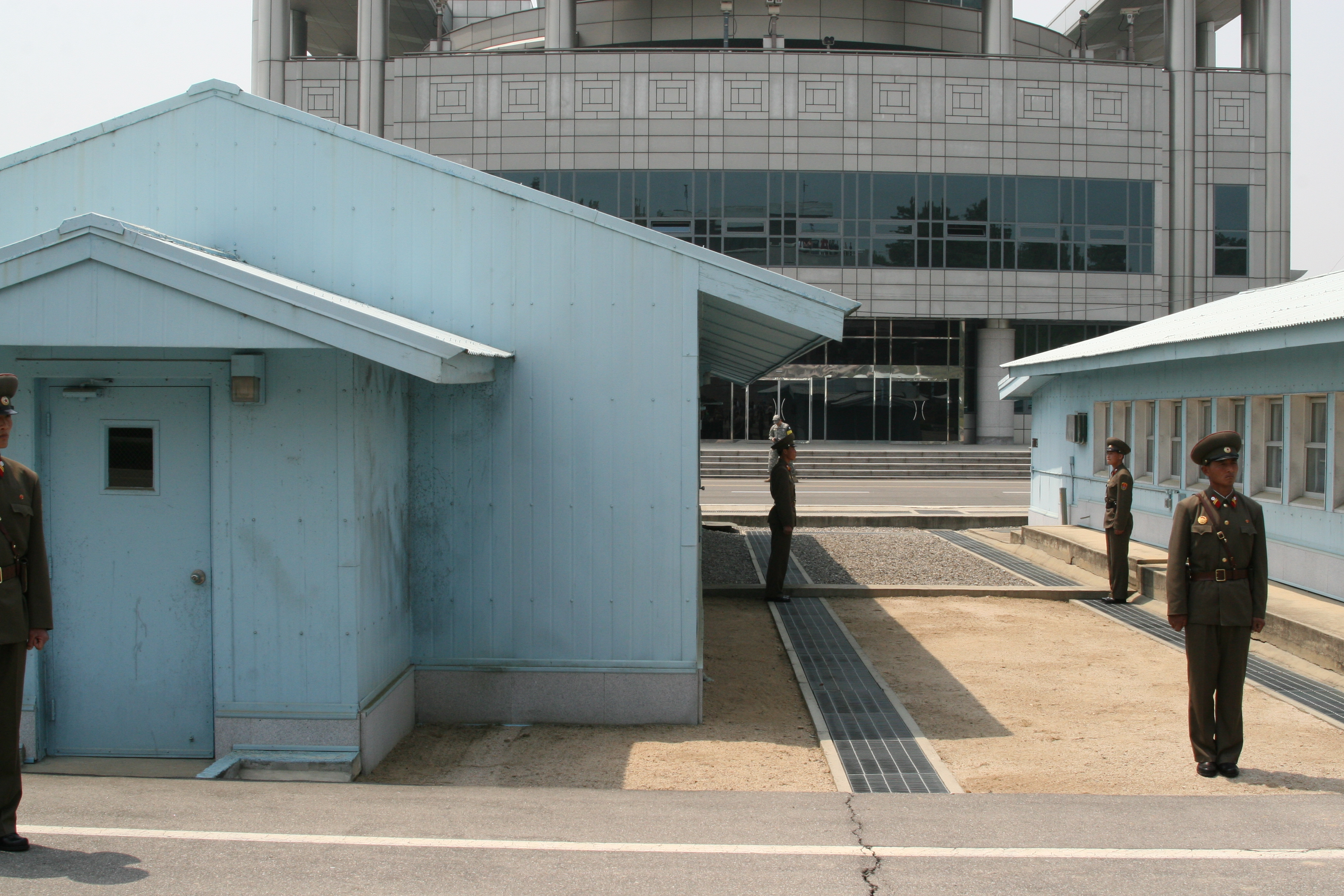
Militares norcoreanos en la Zona desmilitarizada de Corea.

El Ejército Popular de Corea (조선인민군) está encargado de la defensa del país. Se estima que es el cuarto más grande del mundo en personal (más de 1 millón de soldados en activo y 4,7 millones en la reserva) y el primero en gasto militar en comparación con el PIB (en torno al 25%).
De acuerdo a los lineamientos derivados de la política Songun de «los militares primero», el país dedica una parte muy importante de sus recursos al rubro de defensa. Asimismo, posee unos 45 soldados por cada 1.000 habitantes, siendo una tasa relativa mayor a la de cualquier otro país del mundo, incluyendo los estados relativamente militarizados como Israel, que tiene 25 soldados por cada 1.000 habitantes, o Corea del Sur, en donde hay 12 soldados por cada 1.000 personas.

### Programa nuclear
En los últimos años, el programa nuclear norcoreano ha desatado polémica entre los Estados nucleares, particularmente Estados Unidos, por los objetivos de su desarrollo militar. Mientras que el Gobierno norcoreano argumenta que el desarrollo de armamento nuclear tiene una finalidad disuasiva y de eventual defensa, los Estados Unidos y la Unión Europea consideran ilegal la tenencia de material bélico atómico por parte de Corea del Norte.
Corea del Norte posee capacidad para la fabricación de armamento nuclear. En 2006 realizó la prueba de un dispositivo nuclear, lo que la convertía en la novena potencia nuclear del mundo. El 25 de mayo de 2009, Corea del Norte llevó a cabo con éxito un segundo ensayo nuclear consistente en una explosión subterránea con una potencia de 20 kilotones realizando dicho ensayo a aproximadamente 15 km del primer centro de pruebas norcoreano en Kilju, en la provincia de Hamgyong Norte, próxima a la frontera con Rusia. Corea del Norte realizó el lanzamiento de por lo menos tres misiles tierra-aire de corto alcance.
El 6 de enero de 2016, Corea del Norte dio a conocer al mundo su capacidad de fabricar armamento nuclear avanzado al realizar una prueba nuclear de una bomba de hidrógeno. Asimismo, el 9 de septiembre del mismo año, realiza una prueba subterránea; la comunidad internacional lo interpretó como un desafío.
Para el 20 de abril de 2018, Kim Jong-un anunció la suspensión y el cierre de los programas nucleares.

### Reencuentro entre familias separadas tras la guerra de Corea
Corea del Norte y Corea del Sur han mantenido hasta el momento 19 jornadas de encuentros entre familias de ambos países que resultaron separadas tras la guerra de Corea. Estas reuniones iniciaron con la denominada Política del Sol, impulsada por Kim Jong-il y Kim Dae-jung, los entonces primeros mandatarios de ambas Coreas, las cuales cesaron este tipo de encuentros en 2007 debido a las posteriores crecientes tensiones entre ambas naciones. Luego de la Crisis en Corea de 2013, ambas naciones se comprometieron a cesar el intercambio de insultos verbales con el fin de mejorar sus relaciones bilaterales, lo que contribuyó a reanudar las reuniones entre familias separadas por la guerra, dando lugar a la decimonovena sesión de reencuentros llevada a cabo en Corea del Norte, en un complejo turístico en el monte Kumgang.

## Economía

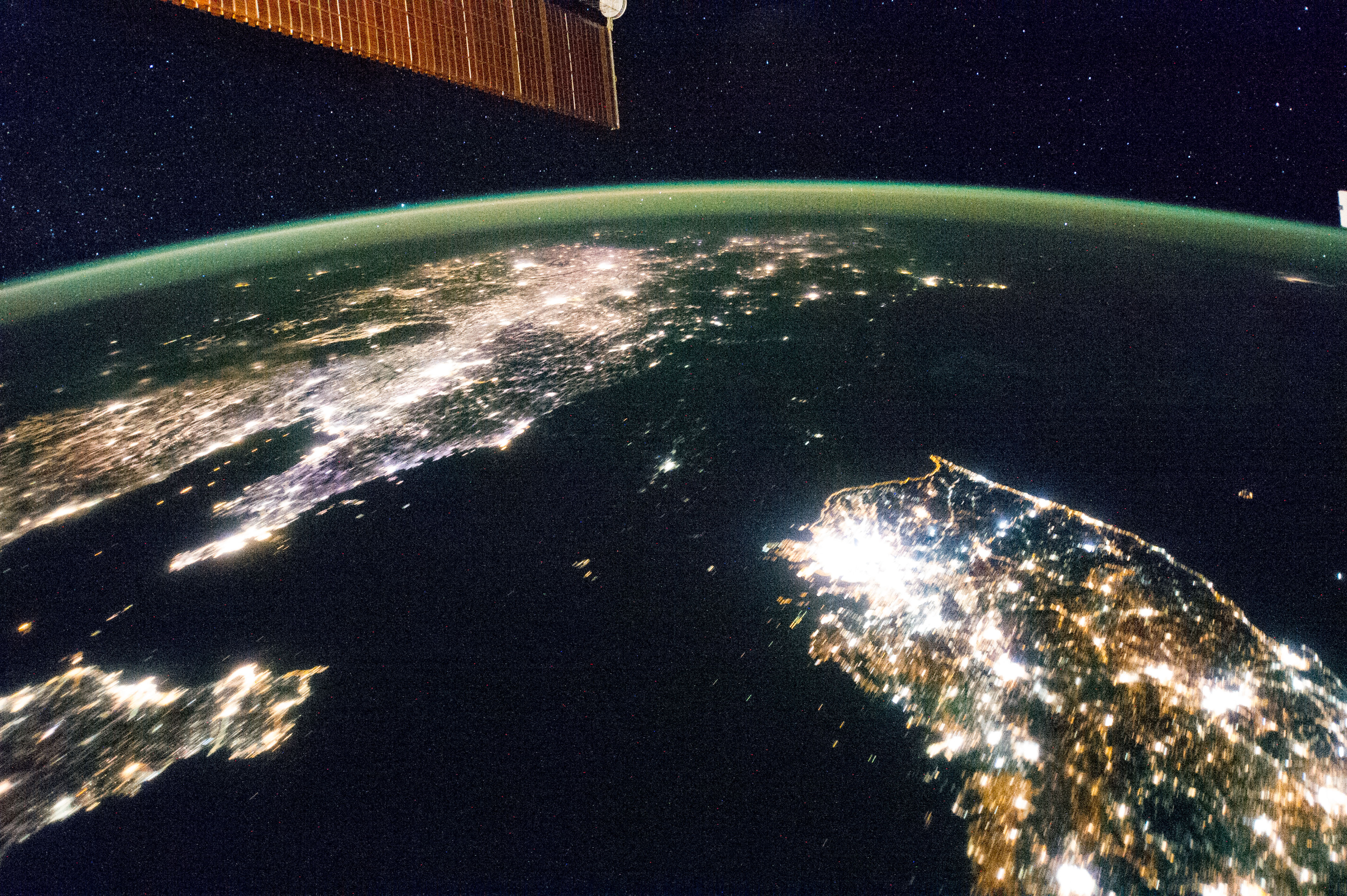
Foto satelital nocturna de la península coreana en 2014. La oscuridad de Corea del Norte suele interpretarse como muestra del atraso económico respecto a sus países vecinos.

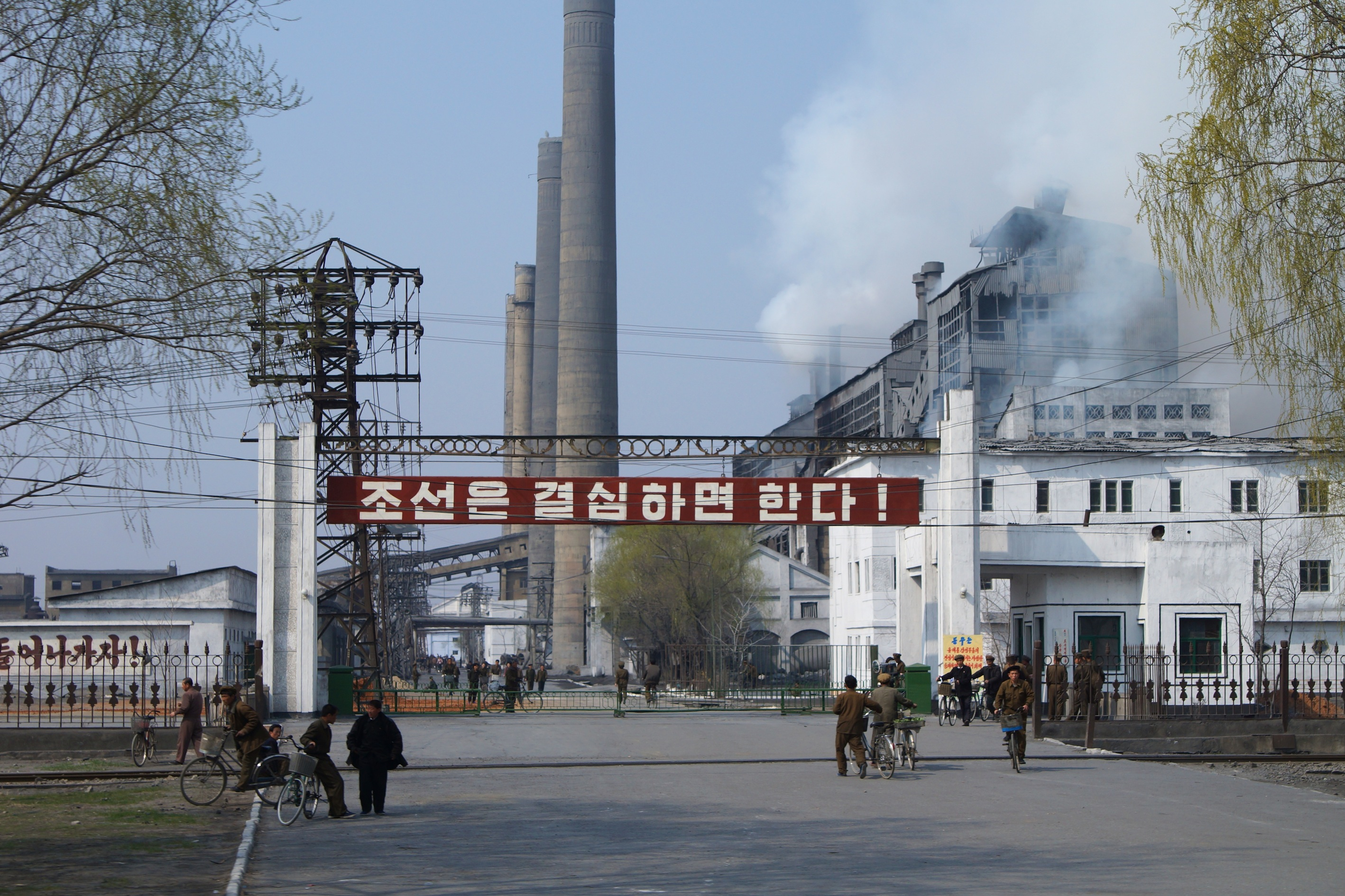
Una planta industrial en Hamhung, Provincia de Hamgyŏng del Sur.

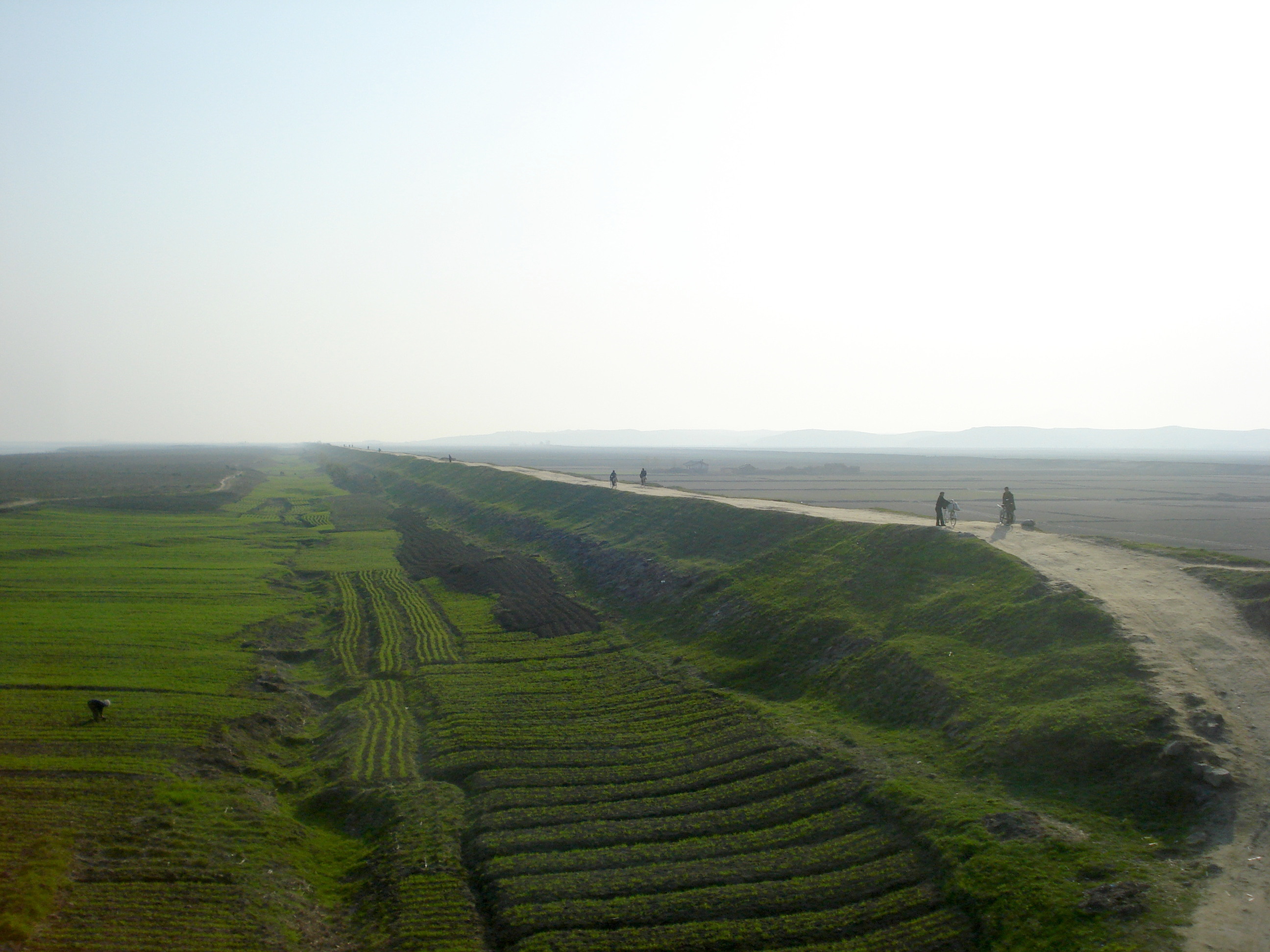
Cultivos creciendo en la República Popular Democrática de Corea.

Corea del Norte ha mantenido una de las economías más cerradas y centralizadas en el mundo desde la década de 1940 (aunque hoy en día se está viviendo un periodo levemente liberalizador desde la llegada al poder de Kim Jong-Un). Durante varias décadas siguió el modelo soviético de planes quinquenales para lograr la autosuficiencia. El amplio apoyo soviético y chino permitió al país recuperarse rápidamente de la guerra de Corea y registrar tasas de crecimiento muy altas. El PNB por cápita en Corea del Norte casi se cuadruplicó entre 1953 y 1960 (de 55 a 208 dólares), mientras que quedó casi estancado en Corea del Sur (de 56 a 60 dólares). El historiador Bruce Cummings indica que: "Un informe interno de la CIA admitía las diferentes realizaciones del régimen: los cuidados a los niños y particularmente a los huérfanos, el "cambio radical" del estatuto de la mujer, la atención médica gratuita y la medicina preventiva, las tasas de mortalidades infantil y una esperanza de vida comparable a los países más avanzados.
La ineficiencia comenzó a surgir alrededor de la década de 1970, cuando la economía pasó de la etapa extensiva a la etapa de desarrollo intensivo. La escasez de mano de obra cualificada, energía, tierra cultivable y transporte obstaculizó significativamente el crecimiento a largo plazo y resultó en un incumplimiento constante de los objetivos de planificación.[cita requerida]
Desde la caída del Pacto de Varsovia (principalmente los países socialistas de Europa Oriental y la antigua Unión Soviética) el país atraviesa una crónica situación de crisis económica, agravada por los bloqueos a los que le somete la comunidad internacional. Sin embargo, no es posible conocer detalles, pues las organizaciones internacionales que monitorizan las actividades comerciales y financieras mundiales no cuentan con datos sobre el país, presentan enormes lagunas en sus informes o análisis con algún tipo de sesgo ideológico (Corea del Norte no es miembro del Fondo Monetario Internacional, y el Banco Mundial no cuenta con datos económicos sobre el país). Sin embargo, según el The World Factbook de la CIA, la situación alimentaria muy precaria de los años 90 no ha cesado. Eso se ve contrastado con los datos proporcionados por la Organización de las Naciones Unidas para la Alimentación y la Agricultura (FAO) quien afirma que, aunque persista cierta malnutrición, las tasas de malnutrición han disminuido constantemente y la producción ha aumentado.
Apenas el 21,8% de la superficie norcoreana es cultivable. Su principal producto agrícola es el arroz. El 90% de la tierra se trabaja en forma cooperativa. Cuenta con varios recursos minerales como carbón, hierro, zinc, cobre, plomo y manganeso.
La economía norcoreana se rige a través de un sistema vertical de poder estatal, centralizado en torno al Comité Central del Partido del Trabajo de Corea, en lo que es habitualmente designado como economía de planificación centralizada. Casi todas las empresas son propiedad del Estado, que a su vez es controlado y dirigido por el Partido, lo que convierte, a todos los efectos, a Corea del Norte en un Estado socialista. Se destina un elevado número de fondos a la industria pesada, principalmente a la metalurgia, la minería del carbón y el transporte ferroviario.
El Gobierno norcoreano, sin embargo, se distingue de sus afines por la total adopción del Juche, definido como un sistema de administración de recursos ("filosofía nacional de vida") basado en la autosuficiencia del país, el nacionalismo, y determinados conceptos del budismo y el socialismo. En dicho contexto, la base del comercio consiste en aprovechar al máximo los recursos propios e importar solamente productos indispensables de los que se carece, como por ejemplo, el petróleo.

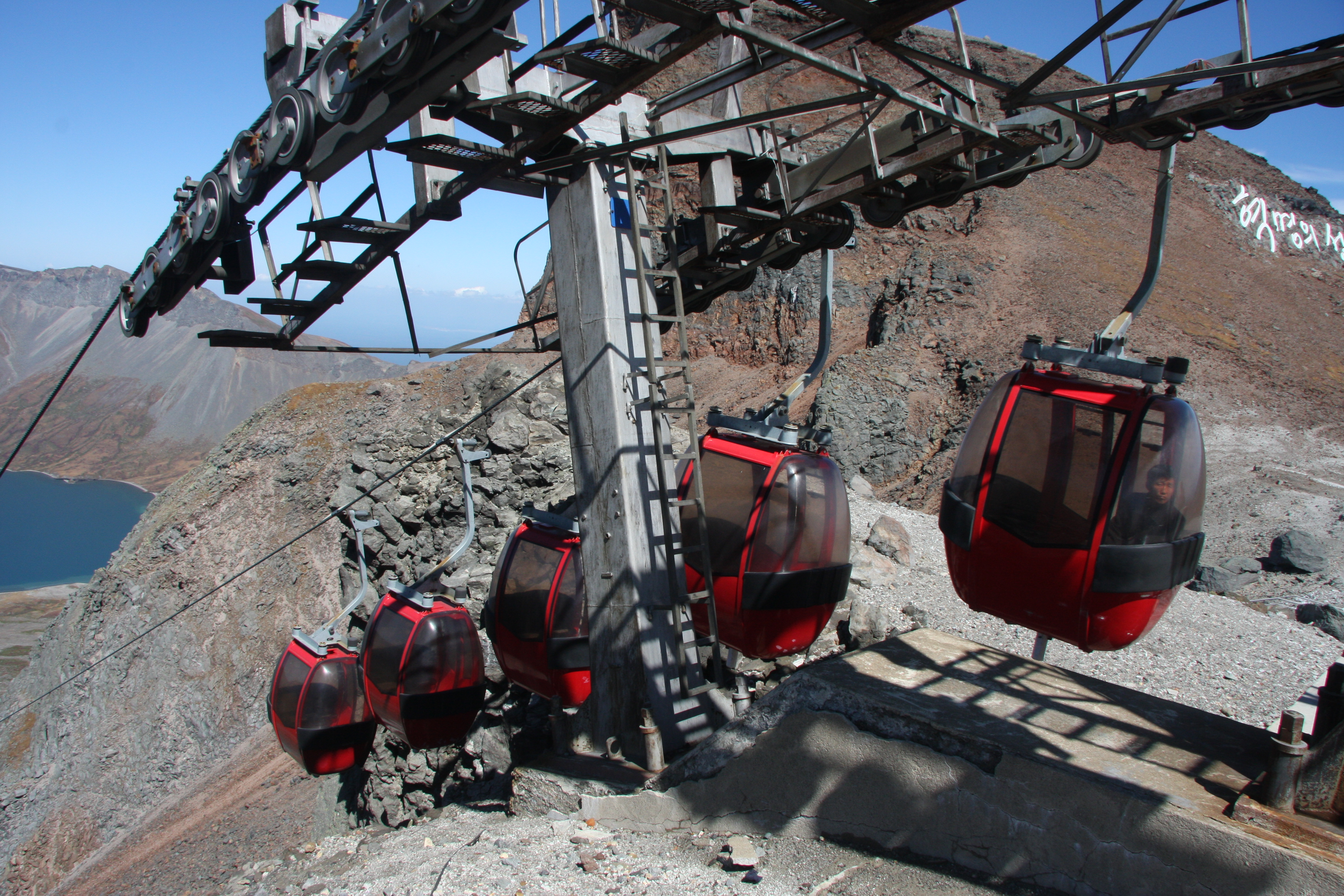
Teleférico instalado en el monte Paektu, la montaña más alta de la Península de Corea.

Desde la década de 1980, se crearon zonas económicas especiales donde se fomenta la inversión extranjera. Sin embargo, esta medida no debe entenderse como un giro hacia una economía de mercado socialista, como algunos analistas han advertido, ya que en ningún momento ha sido acompañado de una privatización de los medios productivos, como sucedió en la República Popular China tras la muerte de Mao en 1976. La Federación General de Sindicatos de Corea es la única central obrera del país. Por su parte, la Unión de Trabajadores Agrícolas de Corea es el sindicato agrario que agrupa a jornaleros y campesinos.
En 2014, la empresa estatal de minería norcoreana contrató a la empresa británica SRE Minerals Ltd. para concesionarle la exploración minera en busca de metales raros (tierras raras), ya que según un informe de la empresa británica Corea del Norte podría albergar más metales raros que el resto del planeta. Por el momento se desconoce si el contrato le otorga derechos a SRE Minerals para la explotación y exportación de tierras raras, o si solo se limita a la exploración dejando la extracción y comercialización en manos del Estado.
La República Popular Democrática de Corea declara ser el único país donde no se cobran impuestos. Esta media fue establecida el 21 de marzo de 1974 y puesta en marcha el 1 de abril del mismo año, si bien hay quien critica tal declaración como propaganda. Aunque las empresas extranjeras pagan impuestos, a diferencia de muchos países estos se pueden considerar bajos.

### Turismo

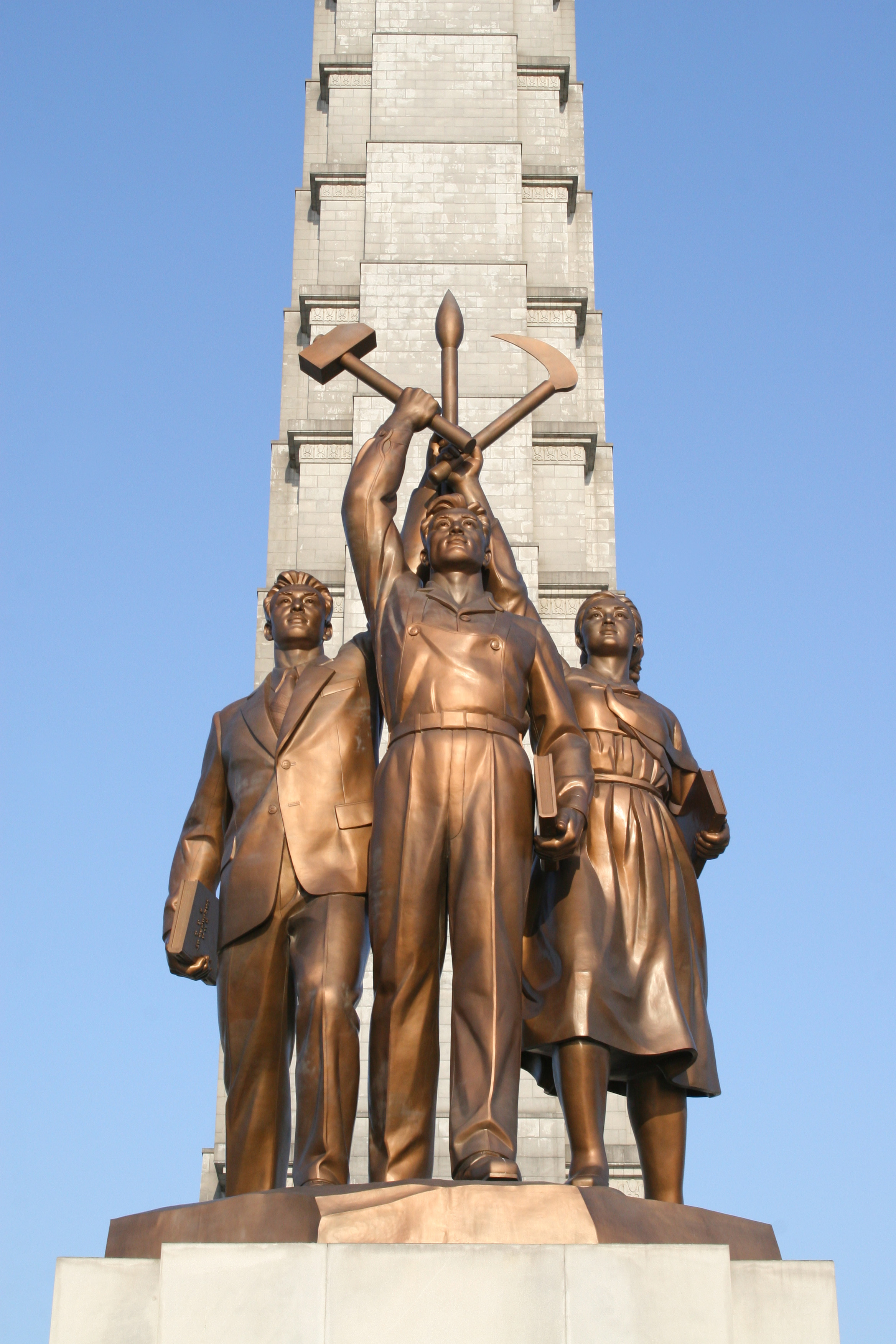
Monumento en honor a los obreros, campesinos e intelectuales del Partido de los Trabajadores de Corea, ante la Torre Juche en Pionyang.

Viajar desde el extranjero a Corea del Norte no es complicado, pero ha de ser mediante una agencia de viajes autorizada por las autoridades turísticas de Corea del Norte como por ejemplo la agencia KTG. El Ministerio de Relaciones Culturales ha estrenado una página web donde se puede encontrar información turística. El turismo está altamente controlado por el gobierno y solo entre 4.000 y 6.000 turistas occidentales visitan Corea del Norte cada año. Se estima que en 2019 al menos 300.000 turistas visitaron el país. Aproximadamente el 90% de ellos son chinos.
Históricamente, las interacciones con la población local han sido estrictamente controladas; sin embargo, con las fotos subidas a Internet y los testimonios brindados por los viajeros, esas restricciones parecen haberse relajado levemente en los últimos años. Además, actualmente existe la posibilidad de comunicarse con el extranjero desde el país, por correo electrónico o por teléfono, ya que se puede adquirir una tarjeta SIM para el país que permite llamadas internacionales, aunque estos servicios suelen ser caros.

### Bloqueo económico
El Gobierno de Estados Unidos, a través del Departamento del Tesoro, ha impuesto un bloqueo económico a Corea del Norte restringiendo diversos tipos de transacciones. Entre las prohibiciones impuestas por Estados Unidos a Corea del Norte se encuentra el bloqueo a la propiedad e intereses de propiedad de Corea del Norte con el extranjero; la prohibición de registro, autorización, posesión, y arrendamiento de buques norcoreanos a cualquier ciudadano estadounidense, restricciones a las importaciones de bienes (alimentos, etc.), servicios, y tecnología de Corea del Norte, y bloqueo a las exportaciones de productos a Corea del Norte.
Por otro lado, el Departamento de Estado de los Estados Unidos a través del Acuerdo de Wassenaar, firmado junto a otros 32 países, establece prohibiciones a la exportación de cualquier tecnología o materiales considerados de doble uso, mientras que la Unión Europea también estableció una serie de restricciones contra Corea del Norte.
Además, la economía norcoreana también se ve afectada por bloqueos y embargos impuestos por otros países, como Suiza, México, Japón, e incluso China y el Consejo de Seguridad de la ONU.

## Demografía

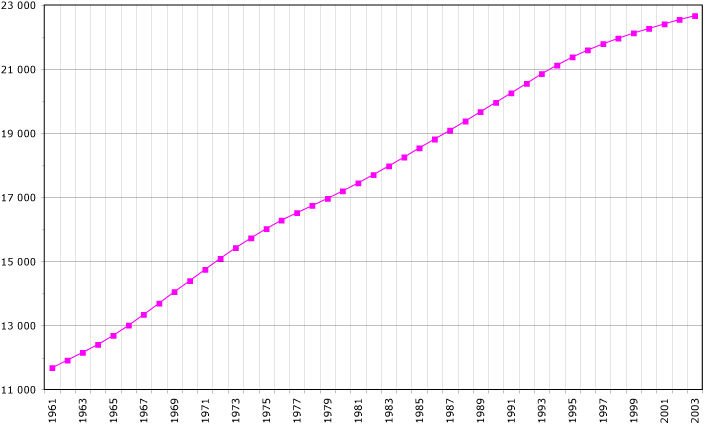
Evolución demográfica entre 1961 y 2003 en millones de habitantes.

Según los datos provisionales o preliminares del censo del 1 de octubre de 2008, el segundo realizado en la historia de Corea de Norte (después del de 1993), el país tenía 24.051.218 habitantes (aproximadamente la mitad de la población de su rival ideológico del sur). El idioma oficial es el coreano. Dado el tradicional aislamiento político del Estado, es más «puro» que la variante dialectal hablada en su vecino del sur, ya que este último suele incluir palabras provenientes del inglés.
Según datos de 2015, la esperanza de vida es de 70,11 años y la tasa de fecundidad es de 1,97 hijos por mujer. El 100% de la población está alfabetizada. Los coreanos del norte y del sur, étnicamente hablando, probablemente provengan de la rama tungús, que sufrió con el paso de los siglos influencias de sus conquistadores chinos y mongoles. En comparación con la generalidad de los países asiáticos, llama la atención su homogeneidad étnica y cultural, pues no existen minorías diferenciadas.
La ciudad más poblada es la capital, Pionyang, con una población estimada en 3.270.582 habitantes. En 2010, además de Pionyang, otras seis ciudades superaban los 300.000 habitantes: Hamhung (586.337), Namp'o (471.075), Hŭngnam (362.970), Kaesong (354.810), Wŏnsan (342.852) y Ch'ŏngjin (330.208).

### Idioma
En Corea del Norte, al igual que en su vecino del sur, el idioma oficial es el coreano, aunque existen diferencias dialectales en ambas Coreas. Los norcoreanos se refieren a su propio dialecto de Pionyang como munhwaŏ ("lengua cultivada") en comparación con los dialectos de Corea del Sur, especialmente el dialecto de Seúl o p'yojun'ŏ ("lenguaje estándar"), que es visto como decadente debido a su uso de préstamos lingüísticos de los idiomas chino y europeos (particularmente inglés). Las palabras de origen chino, manchú u occidental han sido eliminadas del munhwaŏ junto con el uso de caracteres chinos hanja. El lenguaje escrito usa solamente el alfabeto fonético chosŏn'gŭl (Hangul), desarrollado bajo Sejong el Grande (1418-1450).

### Songbun (sistema de castas)

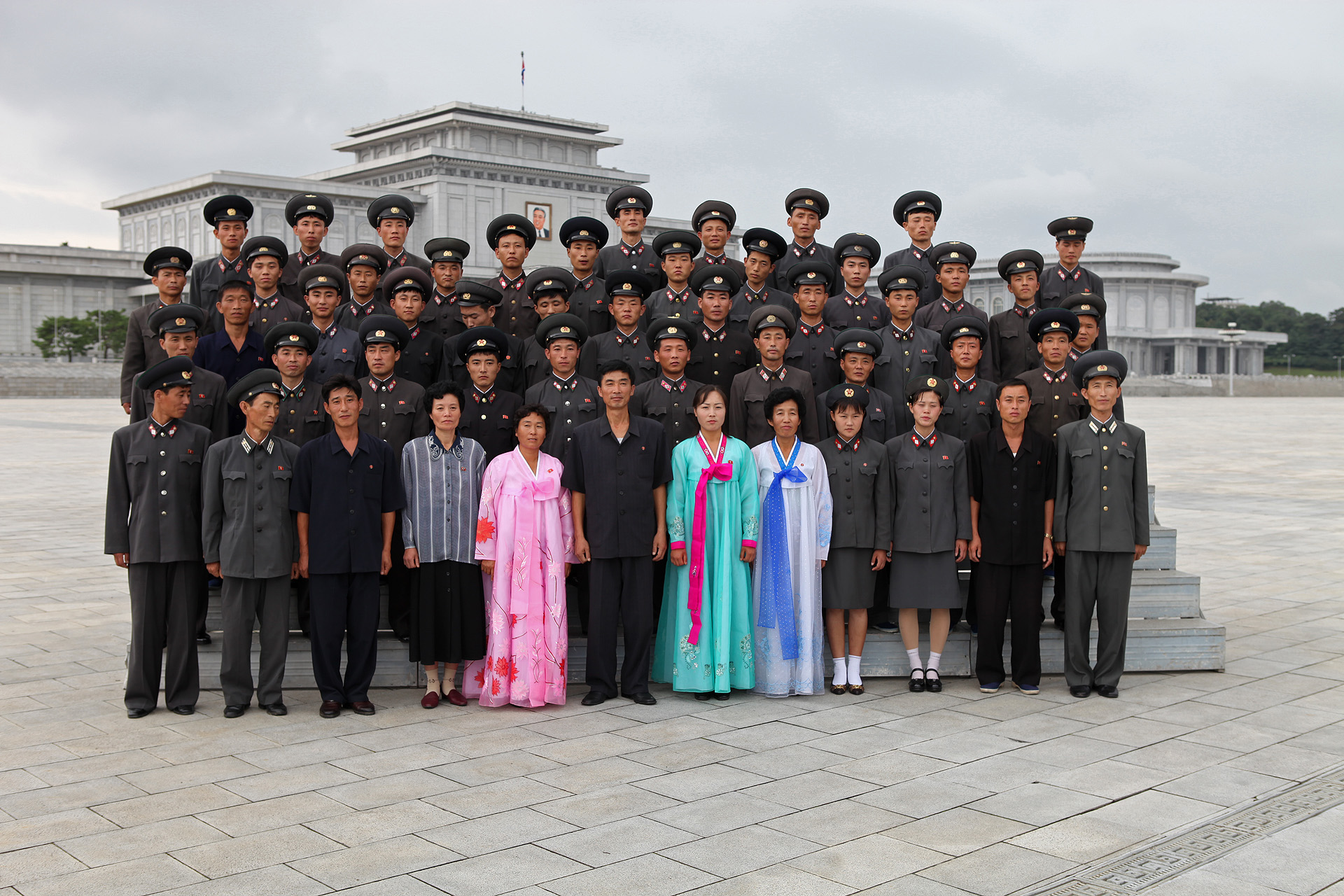
Norcoreanos posando para una foto delante del Palacio del Sol de Kumsusan.

Según un informe publicado por Robert Collins —quién fuera parte del Ejército de los Estados Unidos en Corea del Sur—, para el «Comité por los Derechos Humanos en Corea del Norte», las autoridades norcoreanas han dividido a la población del país en un sistema de castas denominado Songbun, según su lealtad al régimen en tres grupos distintos:
- Los «leales»: Lo forman los descendientes de los que combatieron contra la ocupación japonesa de Corea y los familiares de los soldados fallecidos en la guerra de Corea, así como los pequeños campesinos y los trabajadores. Los miembros de este grupo tienen derecho a residir en la capital, Pionyang, y preferencias en el acceso a viviendas, alimentos, tratamiento médico y empleos.

- Los «vacilantes»: A este grupo pertenecen los familiares de artesanos, pequeños comerciantes, repatriados desde China e intelectuales. Están empleados como técnicos de baja formación y viven estrechamente vigilados.

- Los «hostiles»: Esta casta incluye a los descendientes y familiares de los que colaboraron con Japón durante la ocupación y de los opositores al fundador del régimen, Kim Il-sung. También forman parte de los «hostiles» los familiares de personas huidas a Corea del Sur, de empresarios, de personalidades religiosas y de aristócratas. A este grupo se le somete a los trabajos más peligrosos y duros en las regiones más remotas, reciben escasas raciones de alimentos, sufren discriminación a la hora de entrar en la escuela o de casarse y están sometidos a continua vigilancia.

Este sistema se habría instituido en los años cincuenta y se inspiraría en el confucianismo, que ha influido fuertemente en la sociedad coreana en su historia. En la primera mitad del siglo XX, Corea era un país sometido al dominio colonial japonés, heredero de una sociedad feudal confucianista (que daba una extrema importancia a las jerarquías) con cuatro estamentos que se podrían definir a grandes rasgos como nobles, técnicos cualificados, pueblo llano y parias.
Pese al informe que indica que el Gobierno norcoreano anunció este sistema de castas, no se ha señalado ninguna fuente oficial proveniente del Gobierno norcoreano donde se aprecien tales declaraciones. Corea del Norte niega la existencia del Songbun y asegura que todos sus ciudadanos gozan de igualdad de oportunidades.

### Sanidad

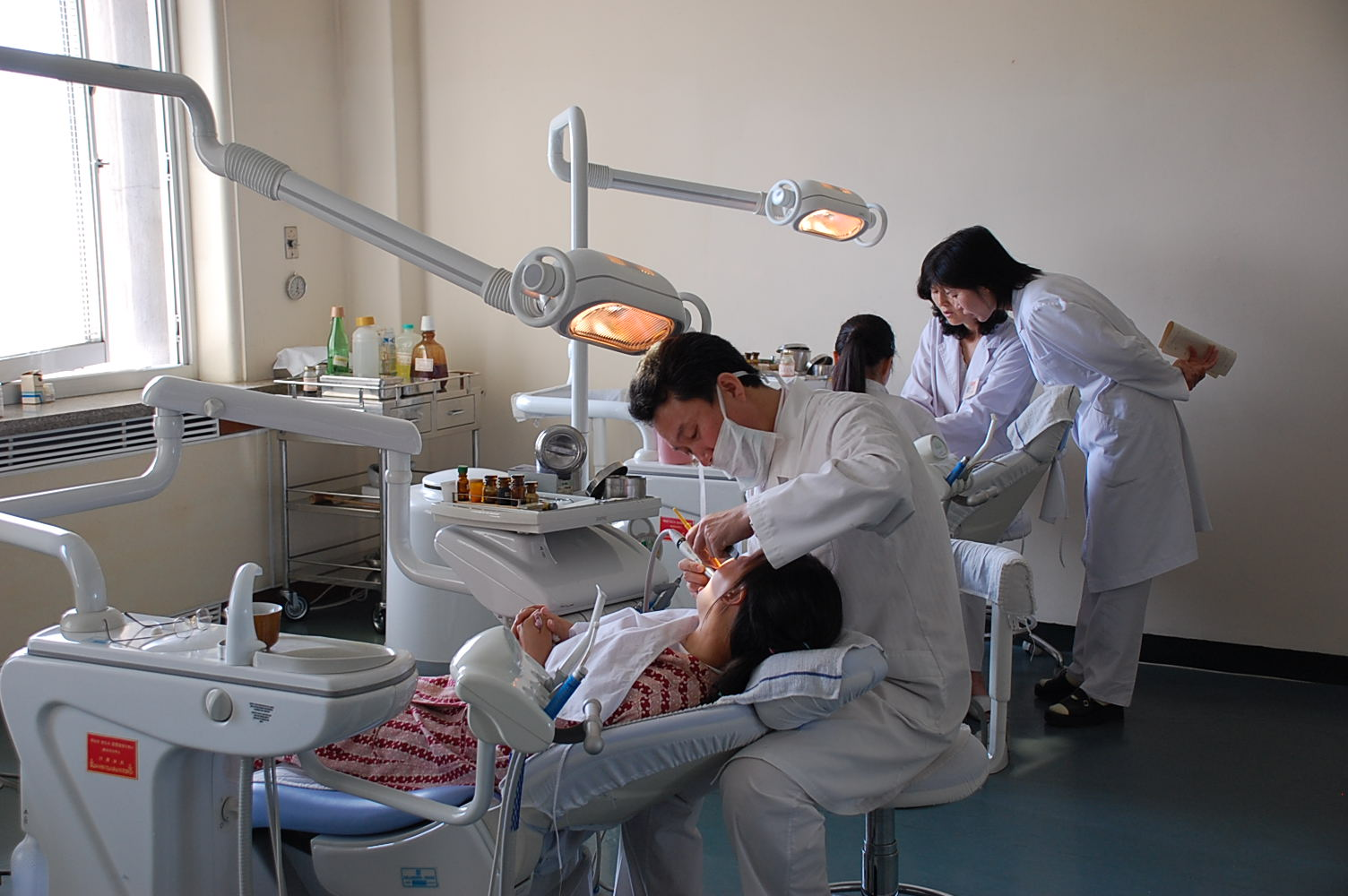
Odontólogos trabajando en el Hospital Materno de Pionyang. La OMS asegura que Corea del Norte cuenta con un extenso y eficiente sistema sanitario.

El sistema sanitario de Corea del Norte es de acceso público y gratuito. Según la directora general de la OMS, Margaret Chan, tras una visita que realizó en 2010, el país brinda un sistema de salud extenso, con un médico de cabecera por cada 130 familias y una buena cobertura de inmunización materno-infantil. Además, dijo que el Gobierno se mostraba dispuesto a colaborar con el Fondo Mundial para la lucha contra el sida, la tuberculosis y la malaria y la Alianza Mundial para Vacunas e Inmunización. Por otro lado, es el tercer país del mundo con mayor cantidad de camas de hospital por habitante, lo que lo sitúa por debajo únicamente de Mónaco y de Japón.
Sin embargo, Margaret Chan dijo que la malnutrición es un problema en Corea del Norte y había que prestarle atención, aunque no había visto signos evidentes de ello en la capital. Estos problemas alimentarios han sido reconocidos por las autoridades. En especial, deficiencias en ciertos productos como el calcio y la leche, debido a la escasez de tierra cultivable y a los embargos económicos que impiden el intercambio comercial con el extranjero.
También sostiene que deben mejorarse ciertos puntos en cuanto al sistema de salud, como por ejemplo las largas distancias que separan a algunos pacientes de sus centros médicos o el acceso a nuevas tecnologías que permitan documentar los expedientes médicos usando recursos informáticos, ya que actualmente la mayoría se hacen a mano.[cita requerida] No obstante, Chan señaló que la situación nutricional actual ha mejorado desde las hambrunas que afectaron al país en los años noventa y los desastres naturales de 2001, y que, por lo que había visto, los norcoreanos presentan actualmente la misma talla y peso que en otros países asiáticos. Además, el país también ha enviado en alguna ocasión ayuda médica al extranjero. La OMS no tiene datos sobre afectados por VIH/sida en Corea del Norte.
En 2016, los premios Nobel de Medicina y de Economía se alarmaron de las sanciones internacionales dirigidas contra el sistema sanitario de Corea del Norte. El embargo impide en efecto la importación de medicamentos por Corea del Norte.
El trabajo de las ONG humanitarias también se ve obstaculizado por las sanciones internacionales reforzadas en 2017 y la presión de Estados Unidos. En 2018, Save the Children, una de las últimas ONG que todavía está presente de forma permanente en el país, tuvo que marcharse, incapaz de prestar ayuda humanitaria a causa de las sanciones.

### Educación

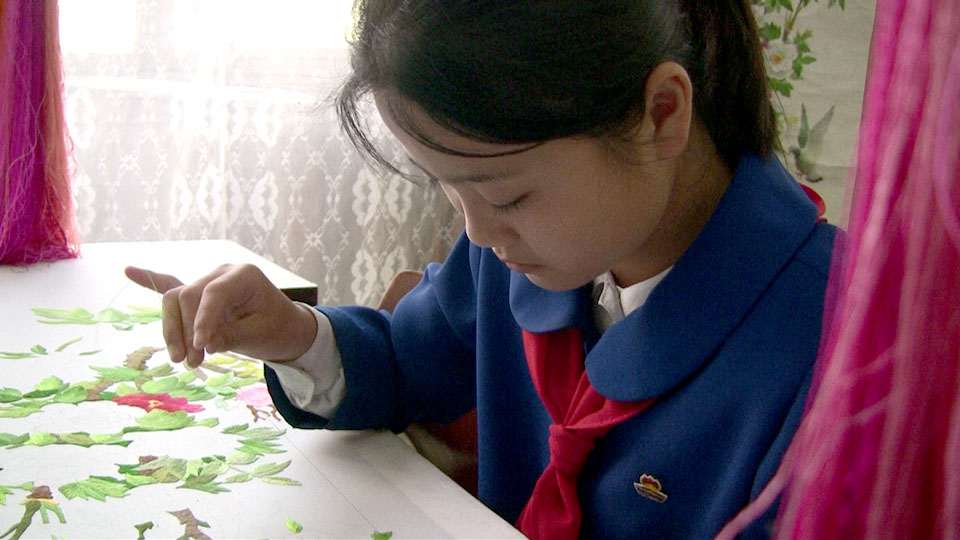
Una niña en una escuela en Mangyongdae.

El censo de 2008 determinó que existe una tasa de alfabetización del 100%. Prácticamente la totalidad de la población ha recibido educación primaria y secundaria. El estudio de las ciencias naturales se enfatiza mucho mientras se descuidan las ciencias sociales. El estudio del ruso y el inglés se hizo obligatorio en las escuelas superiores desde 1978. Sin embargo, en cuanto a educación superior el porcentaje es mucho menor, con una gran diferencia entre hombres y mujeres: un 14% de los hombres y un 7% de las mujeres tiene titulación superior.

## Cultura

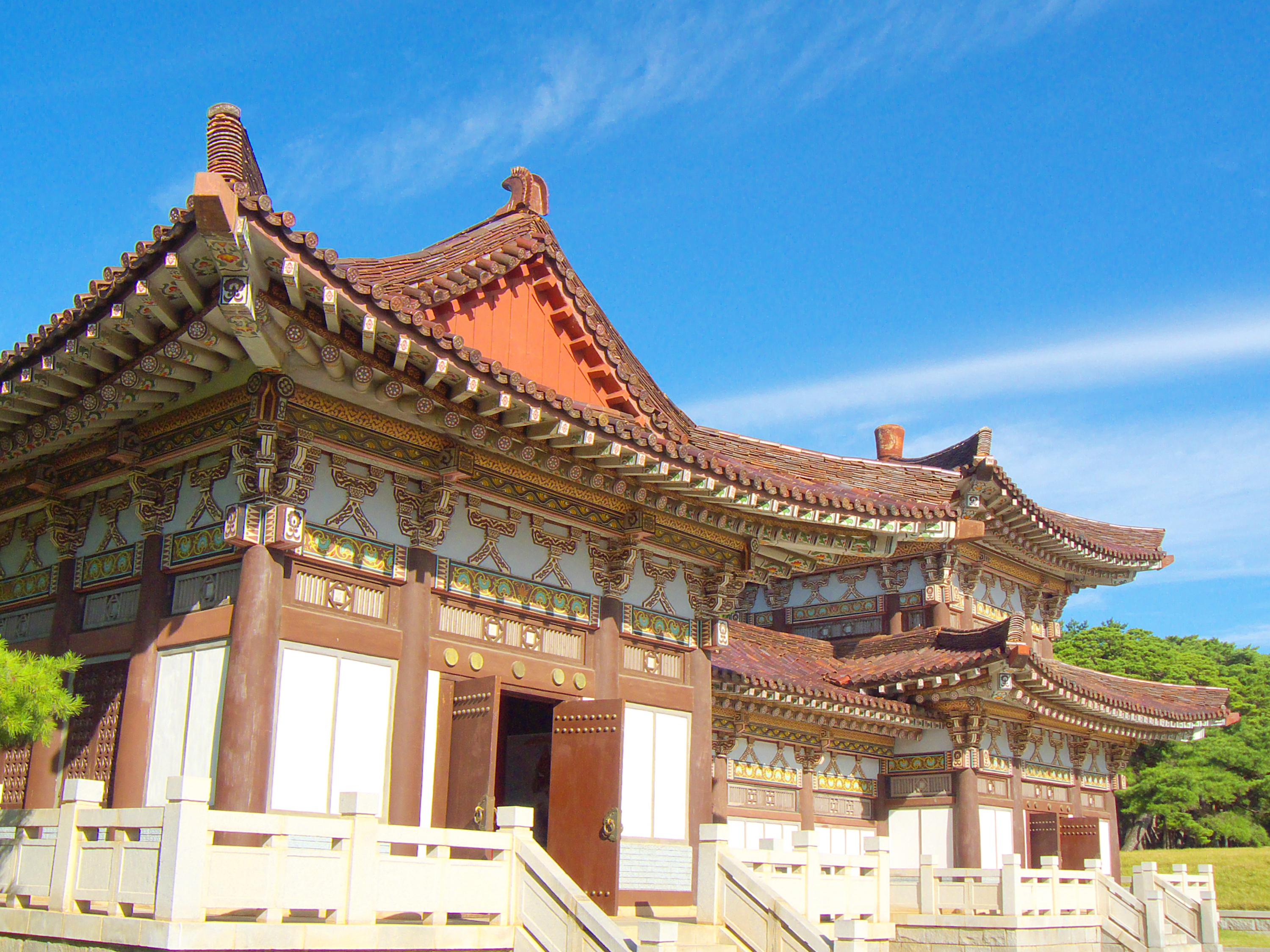
El conjunto de tumbas de Koguryo es el primer sitio declarado Patrimonio de la Humanidad en Corea del Norte.

En Corea del Norte la cultura tradicional está especialmente protegida. El nivel de alfabetización de la población es del 100%, aunque el nivel de población con estudios superiores decrece considerablemente debido a la asignación de los alumnos más capaces. El resto de la población es asignada a otros puestos más productivos en función de sus capacidades demostradas. 

### Religión
La libertad religiosa es un derecho constitucional en Corea del Norte. Las religiones más comunes son el budismo, el taoísmo, el confucionismo, el cheondoísmo —que combina elementos nativos coreanos, principalmente budistas, e influencias cristianas—, y en las regiones interiores, los cultos chamánicos tradicionales.
Se ha denunciado a Corea del Norte como el país donde existen las mayores persecuciones al cristianismo. Sin embargo, las organizaciones cristianas que denuncian la presunta persecución al cristianismo reconocen que en Corea del Norte hay abiertas iglesias cristianas —generalmente protestantes y ortodoxas— y que incluso ciertos líderes religiosos anticomunistas como Billy Graham han sido bien recibidos en el país. Actualmente existen iglesias cristianas en Corea del Norte y conferencias de relación intercoreana entre religiosos de ambos Estados.

### Símbolos patrios
Corea del Norte también cuenta, además de la bandera e himno nacional, con una «flor nacional», la cual es la magnolia sieboldii. Esta flor es una variedad autóctona de la magnolia y aparece en los billetes de 200 Won.

### Culto a la personalidad
El gobierno norcoreano ejerce control sobre muchos aspectos de la cultura de Corea del Norte, y éste se utiliza para perpetuar un culto a la personalidad que rodea a Kim Il-sung y Kim Jong-il. Este culto ha existido en la nación durante décadas y se puede encontrar en muchas manifestaciones de la cultura norcoreana. A pesar de que este culto no es reconocido oficialmente por el gobierno norcoreano, muchos desertores y visitantes occidentales afirman que a menudo hay duras penas para quienes critican o no muestran un respeto "apropiado" al régimen.
Varios lugares en Corea del Norte llevan el nombre de Kim Il-sung, incluyendo la Universidad Kim Il-sung, el Estadio Kim Il-sung y la Plaza Kim Il-sung. Los desertores aseguran que en las escuelas de Corea del Norte se ensalza tanto al padre como al hijo. Después de la muerte de Kim Il-sung, los norcoreanos se postraron y lloraron ante una estatua de bronce de él en un evento organizado, escenas similares fueron transmitidas por la televisión estatal tras la muerte de Kim Jong-il.
Los críticos sostienen que este culto a la personalidad de Kim Jong-il fue heredado de su padre. Kim Jong-il era a menudo el centro de la atención en la vida ordinaria. Su cumpleaños es uno de los días festivos más importantes del país. En su cumpleaños número sesenta (basado en su fecha de nacimiento oficial), se llevaron a cabo celebraciones masivas en todo el país. El culto a la personalidad de Kim Jong-il, aunque significativo, no era tan fuerte como el de su padre. Algunos afirman que el culto a la personalidad de Kim Jong-il fue únicamente por respeto a Kim Il-sung o por miedo al castigo por no rendir el homenaje apropiado. Los medios de comunicación y fuentes gubernamentales fuera del país apoyan este punto de vista, mientras que las fuentes del gobierno de Corea del Norte dicen que es una adoración digna del héroe genuino.

## Deportes

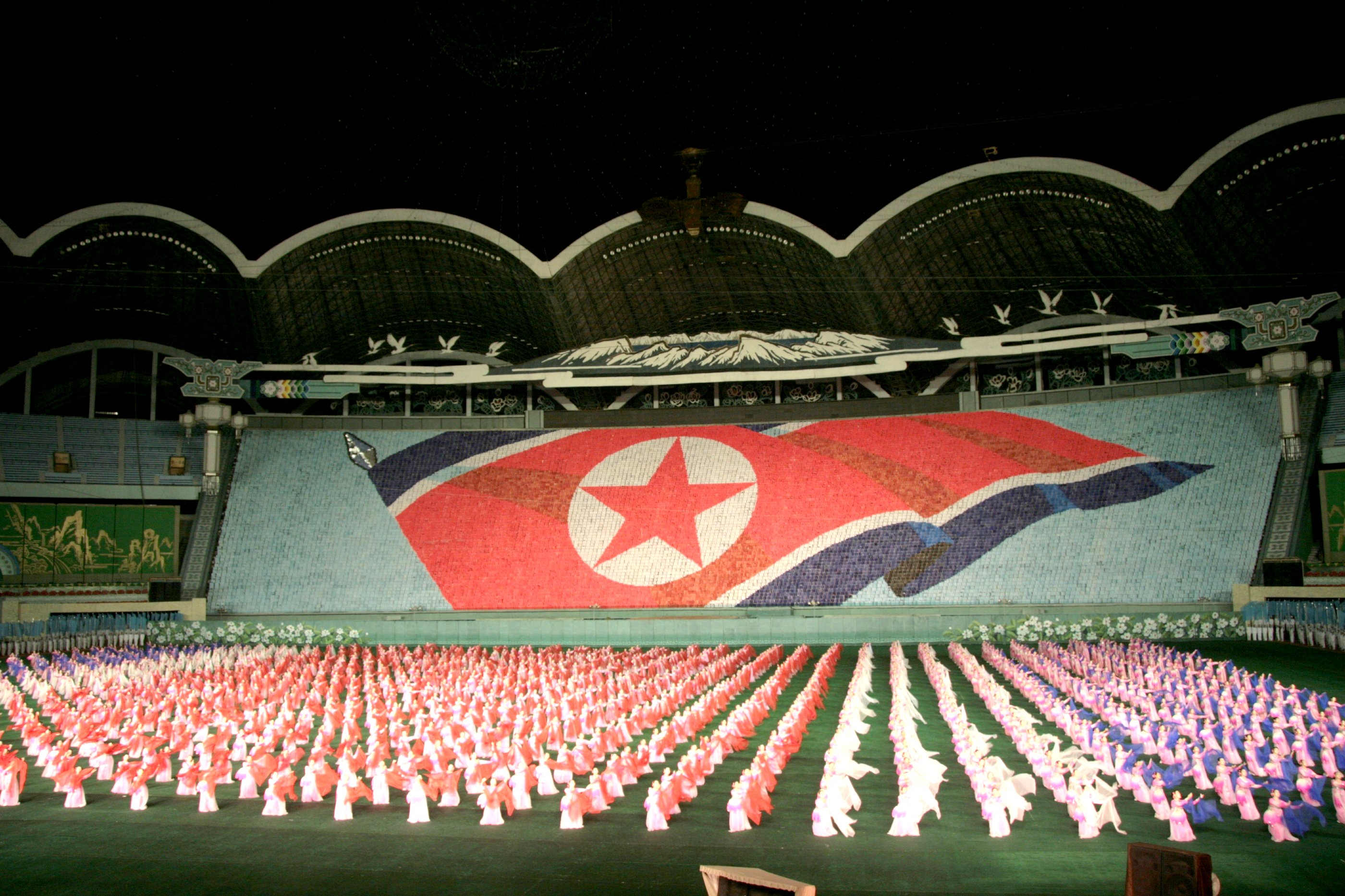
El Festival Arirang, un festival artístico y gimnástico que se celebra anualmente en el Estadio Reungrado Primero de Mayo.

Los deportes más practicados en el país son el taekwondo, judo y el tenis de mesa (la jugadora Kim Hyang-Mi fue subcampeona en los Juegos Olímpicos de Atenas 2004).
La primera participación de Corea del Norte en los Juegos Olímpicos fue en Innsbruck 1964, no obstante, boicoteó los juegos de Los Ángeles 1984 y Seúl 1988. Su mejor desempeño ocurrió en Barcelona 1992, donde el combinado nacional consiguió nueve medallas, de las cuales cuatro medallas fueron de oro y cinco de bronce. En los de Pekín 2008 lograron también una buena participación, ganando dos medallas de oro, una de bronce y tres de plata. El país también ha obtenido medallas olímpicas de oro y bronce generalmente en deportes de combate y de fuerza, como halterofilia, judo y lucha libre, y también en torneos de lucha grecorromana, aunque quedó fuera de los Juegos Olímpicos de Sochi 2014. Los atletas que obtengan alguna medalla reciben apartamentos de lujo por parte del estado en reconocimiento a sus logros.
La Selección norcoreana masculina de fútbol se ha clasificado solo en dos ocasiones al Mundial de Fútbol de la categoría. Tuvo una destacada actuación en el mundial de Inglaterra de 1966, eliminando a selecciones de la talla de Italia y casi haciendo lo mismo con la selección portuguesa de Eusébio.
El 17 de junio del 2009, la selección de fútbol logró su clasificación a la Copa Mundial de Fútbol de 2010 celebrada en Sudáfrica, la que fue su segunda participación en este evento, después de empatar sin goles contra Arabia Saudita en Riad, eliminando a Irán y llevando a los saudíes a la repesca. Sin embargo, en el campeonato tuvo un desarrollo pobre, quedando eliminada en la primera fase de grupos, tras perder contra Brasil (1-2), Portugal (0-7) y Costa de Marfil (0-3).
Mientras, la Selección femenina de fútbol de Corea del Norte ha logrado consagrarse a nivel mundial, destacando el que haya ganado dos Copa mundial de fútbol femenino Sub-20 y dos Copa mundial de fútbol femenino Sub-17, entre otras copas continentales en las distintas categorías.
El Festival Arirang ha sido reconocido por el Guinness World Records como el mayor evento coreográfico del mundo. Unos 100.000 atletas realizan gimnasia rítmica y bailes mientras que otros 40.000 participantes crean una gran pantalla animada en el fondo. El evento es una representación artística de la historia del país y rinde homenaje a Kim Il-sung y Kim Jong-il. El Estadio Reungrado Primero de Mayo, el más grande del mundo con capacidad para 114.000 personas, acoge el festival cada año.